# Guinea
Guinea, oficialmente la República de Guinea (en francés: République de Guinée), frecuentemente llamada Guinea-Conakri para diferenciarla de otros dos países africanos, su vecino Guinea-Bisáu y Guinea Ecuatorial, es un país de África occidental, antiguamente conocido como Guinea Francesa. Limita con Guinea-Bisáu y Senegal al norte, con Malí al norte y este, con Costa de Marfil al este, con Liberia y Sierra Leona al sur y con el océano Atlántico al oeste.
Guinea está dividida en ocho regiones y subdividida a su vez en treinta y tres prefecturas. Conakri es la capital, la mayor ciudad y el centro económico más importante. Otras ciudades importantes son Kankan, Nzérékoré, Kindia,  Labé, Guéckédou, Mamou y Boke.
Los catorce millones de guineanos pertenecen a veinticuatro grupos étnicos, de los cuales los más importantes son los Djalonka o Susu, con 70 %, maninka con un 15 %, los fula, con un 15 %, los susu son indígenas del país. Guinea es un país laico, predominantemente musulmán (45 %), con un porcentaje significativo de cristianos católicos, que habitan la région sur del país.
Guinea es un país muy rico en minerales, incluyendo la bauxita, diamantes, oro y aluminio. Su economía depende de la agricultura y de la extracción minera. Guinea es un país subdesarrollado que tiene una parte importante de su población (más del 60 %) por debajo del umbral de la pobreza. El francés es la lengua oficial de Guinea y es el idioma más usado en las escuelas, la administración, los medios de comunicación y las fuerzas de seguridad. Aun así, cada una de las veinticuatro tribus de Guinea tiene su propia lengua.
Guinea es uno de los países asolados por la epidemia de ébola de 2014 junto a Liberia y Sierra Leona, en cuyos países han muerto más de 4500 personas en total.

## Etimología
El origen exacto del nombre Guinea se desconoce. Se sabe que la palabra «guinea» proviene del portugués Guiné, la cual surgió a mediados del siglo XV para referirse a la región habitada por los guineus, un término genérico utilizado para referirse a los pueblos africanos que vivían al sur del río Senegal (en comparación de los bereberes sanhayas, que habitaban al norte, a quienes se les denominaba «moros»). Gomes Eanes de Zurara utilizó de forma extensiva el nombre «Guinea» en sus crónicas de 1453, y en 1483 el rey Juan II de Portugal tomó el título de Senhor da Guiné (Señor de Guinea). Se cree que los portugueses tomaron el nombre de Guineus del bereber Ghinawen (a menudo arabizado como Guinauha o Genewah), que significa «la gente quemada». De forma similar, el término bereber "aginaw" o "Akal n-Iguinawen" significa «negro» o «tierra de los negros».
En el idioma sousou, la lengua que habla la etnia del mismo nombre (una de las más importantes que históricamente se asientan sobre la costa atlántica de Guinea-Conakri y Sierra Leona), la palabra guine significa mujer, otro origen posible del nombre del país.[cita requerida]

## Historia

### Imperios y reinos de África Occidental
Muchos imperios surgieron y cayeron en parte de lo que es ahora Guinea. Entre ellos, el Imperio de Malí creado por Sundiata Keïta, quien derrotó al rey de los sosso, Soumaoro Kanté en la batalla de Kirina en 1235, con la cual terminó el Imperio Sosso.
El Imperio de Malí comprendía partes del área norte de Guinea. La organización política del imperio era muy flexible, permitiendo la existencia de provincias, reinos dependientes, y reinos periféricos que reconocían al mansa de Malí como su emperador. El más famoso fue Kanku Musa I, que hizo una famosa peregrinación hacia La Meca en 1324. En su trayecto, acompañado de miles de compatriotas y dignatarios, pasó por El Cairo, donde su magnificencia quedó demostrada al devaluarse durante años el valor del oro, que Musa había traído a tierras egipcias en grandes cantidades. El Imperio de Malí vio su apogeo con Musa; tras él, los emperadores que le sucedieron asistieron a la progresiva pérdida de poder de Malí en favor del Imperio Songhay, con capital en Gao.

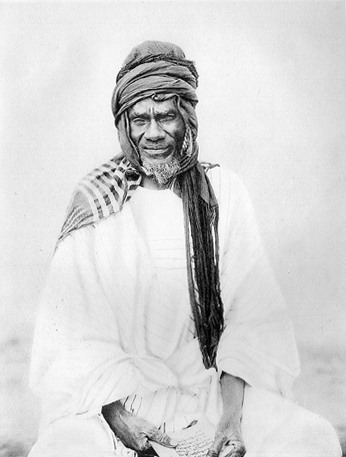
Samory Touré, fundador del Imperio de Wassoulou (1878-1898).

Los musulmanes fulani  migraron a Futa Ŷallon en Guinea Central y establecieron un Estado islámico de 1735 hasta 1898 con una constitución escrita y gobernadores alternados. Los esclavistas europeos comenzaron el comercio de esclavos en la región costera de Guinea desde el siglo XVI hasta el siglo XIX. La actual Guinea fue creada como colonia por Francia en 1890 con Noël Balley, que fue el primer gobernador. La capital, Conakri, fue fundada en la isla Tombo en 1890. En 1895 el país se incorporó al África Occidental Francesa.

### Periodo colonial
La zona costera estuvo anteriormente ocupada por los portugueses, que fueron reemplazados por el ejército francés, debilitados por la ocupación de Guinea-Bissau. Hoy en día, muchos guineanos de la costa atlántica del país tienen nombres de origen portugués. Guinea fue proclamada colonia francesa en 1891, independientemente de Senegal, al que anteriormente estaba adscrita. Este nuevo nombre sustituye al que tenía hasta entonces: Rivières du Sud. Samory Touré, entonces relevado por los pueblos de la selva, dirigió una guerra organizada contra la ocupación francesa en la costa y en las cadenas montañosas del sureste antes de ser derrotado en 1898. 

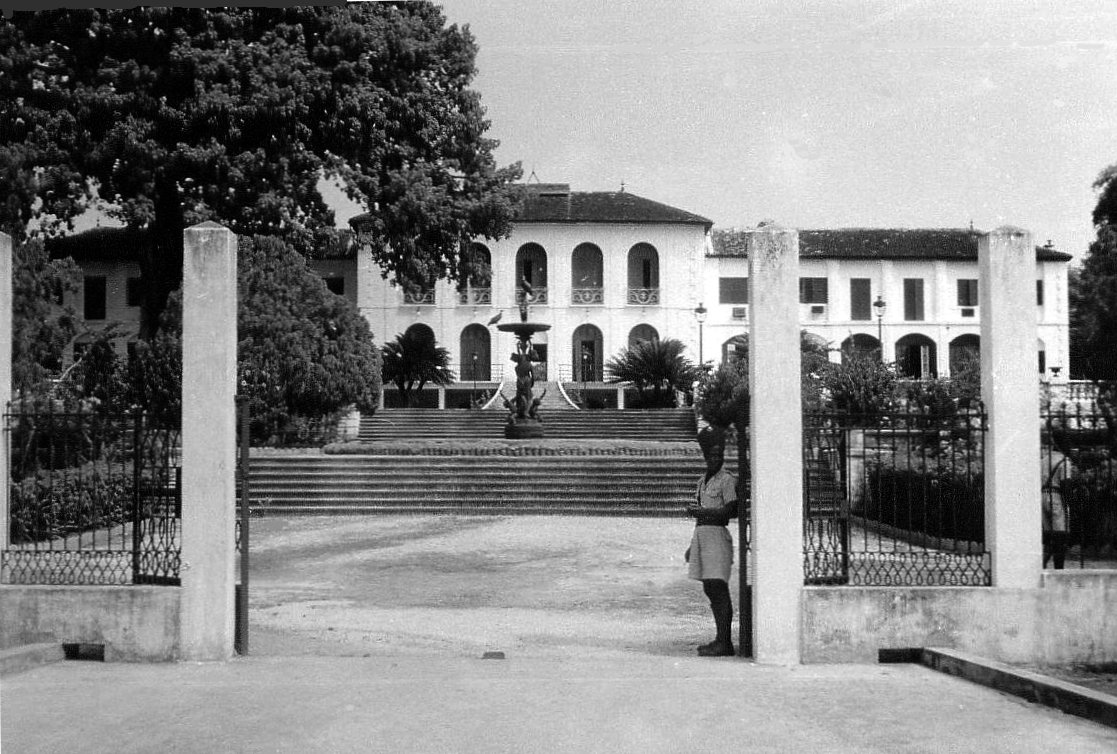
Palacio del Gobernador francés en Conakri en 1956

La guerra entre los franceses y Fouta-Djalon, en Porédaka, Termina con la victoria del primero. Almamy Bocar Biro Barry es asesinado cerca de las orillas del Bafing, en Kollen. Eligió esta opción para no quedar sojuzgado o reducido a vasallo de la potencia colonizadora. Sus guerreros se dispersan o prefieren suicidarse a su lado. Las regiones del Alto Níger fueron anexadas al año siguiente. En 1901, Guinea pasó a formar parte integrante del África Occidental Francesa (AOF), administrada por una gobernación general. En 1904, como parte de la Entente Cordiale entre Francia e Inglaterra, las Islas Los pasaron a ser francesas a cambio de la renuncia a los derechos sobre el secado de bacalao en Terranova. Francia en esa época es consciente de las reservas de bauxita pero no aplica una verdadera política de industrialización (creación de represas hidroeléctricas, plantas de procesamiento de bauxita).

La colonización se desarrolló tranquilamente en las costas o en Fouta Djalon porque estas regiones eran de fácil acceso ya sea por mar o por el río Senegal y el clima era más llevadero para los colonos.

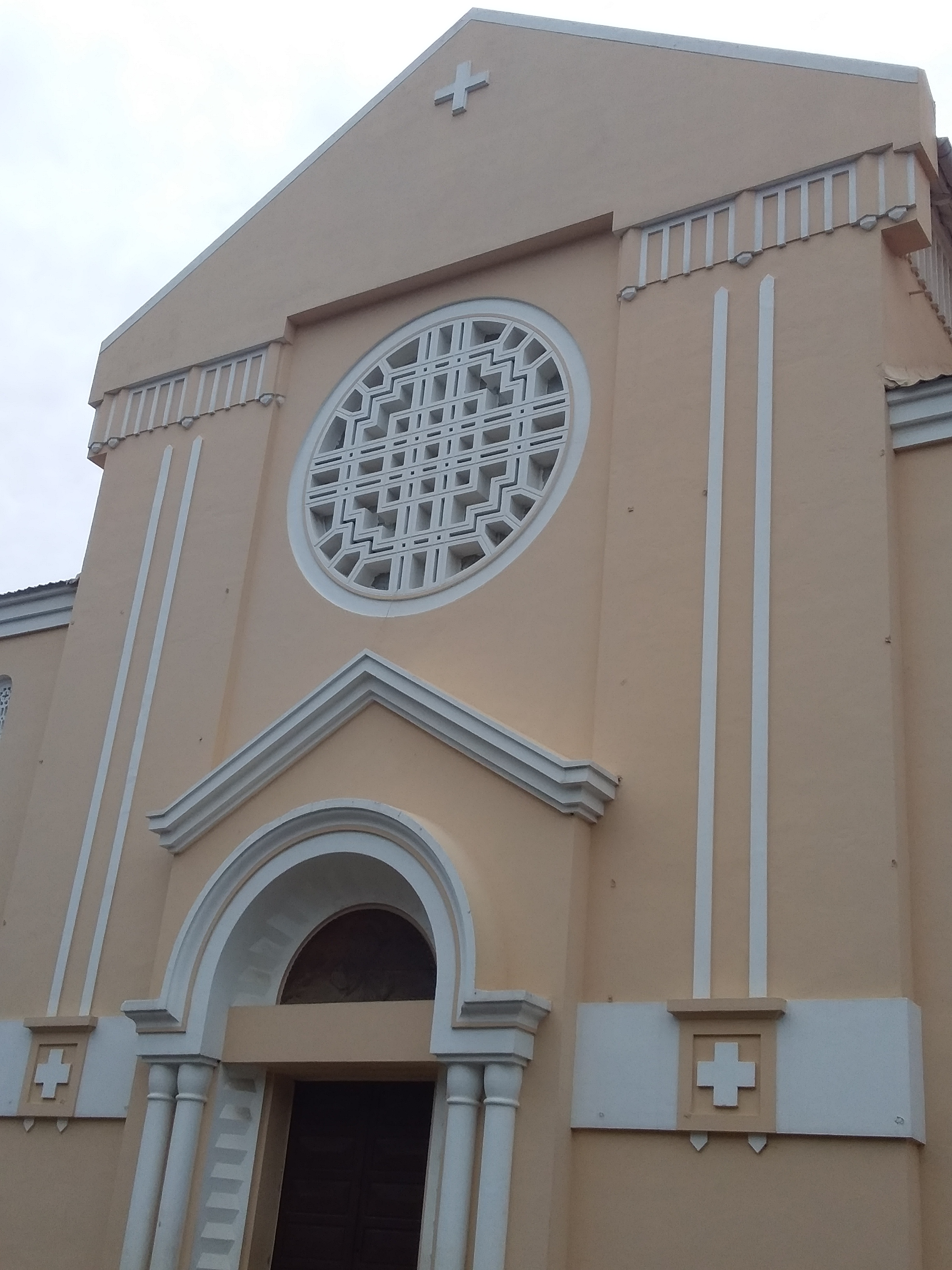
La Catedral de Santa María de Conakri empezó a construirse en 1928 en el periodo de la Colonización francesa de Guinea

Por otra parte, en determinadas regiones surgió resistencia contra el ocupante. Líderes como Mahmadou Lamine y Samory Touré se convirtieron al islam e intentaron convertir las regiones vecinas. Acosarán continuamente al colonizador en duras batallas.
Hacia 1912 se hará efectiva la pacificación total de Guinea.

### Guinea independiente
En 1958, la Cuarta República Francesa se derrumba debido a la inestabilidad política y a sus fracasos en el trato con sus colonias, especialmente Indochina y Argelia. En el referéndum del 28 de septiembre de 1958, la V República francesa dio a las colonias la opción de elegir entre la autonomía en una nueva Comunidad francesa o la independencia inmediata. Guinea votó a favor de la independencia. Estaba liderada por Ahmed Sékou Touré, cuyo Partido Democrático de Guinea - Agrupación Democrática Africana había obtenido 56 de los 60 escaños en las elecciones territoriales de 1957. Los franceses se retiraron y, el 2 de octubre de 1958, Guinea se proclamó república soberana e independiente, con Sékou Touré como presidente. Ahmed Sékou Touré gobernó el país desde la independencia hasta el 26 de marzo de 1984. 

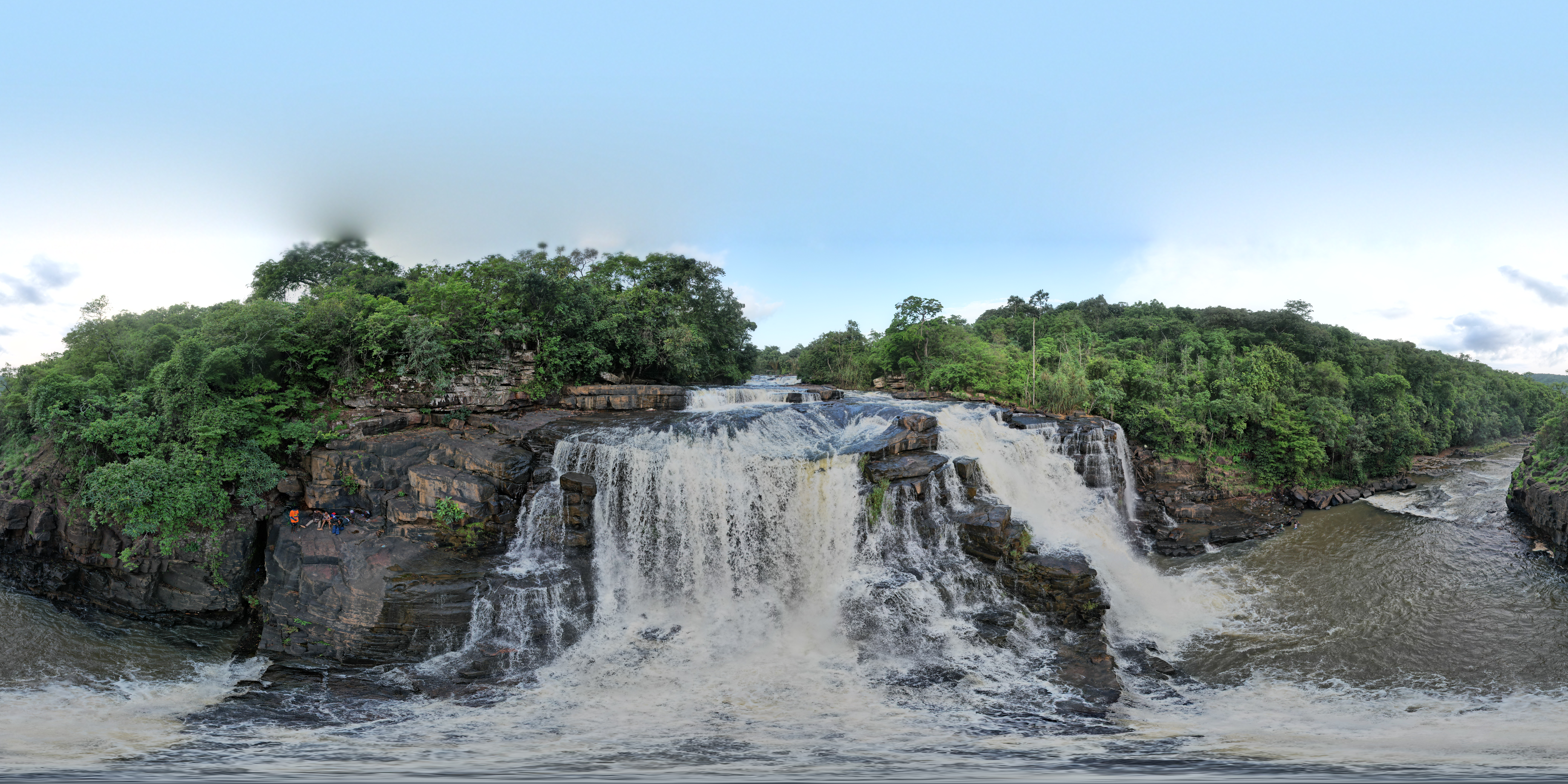

The Washington Post observó cómo el Estado francés derribaba todo lo que consideraba que había aportado a Guinea: "Como reacción, y como advertencia a otros territorios francófonos, los franceses se retiraron de Guinea en un periodo de dos meses, llevándose todo lo que pudieron. Desatornillaron bombillas, retiraron los planos de las tuberías de alcantarillado de Conakry, la capital, e incluso quemaron medicinas en lugar de dejárselas a los guineanos".
Durante los primeros años tras la independencia, el régimen de Sekou Touré toleró a la oposición. Un complot organizado por Francia y parte de la oposición para derrocarlo, descubierto en 1960, marcó el inicio de un largo periodo de represión. La situación empeoró tras el desembarco de una fuerza de invasión portuguesa en noviembre de 1970 con el objetivo de derrocarle y privar a los independentistas de Guinea-Bisáu de su aliado más cercano. Muchos opositores fueron secuestrados o asesinados, generalmente en el Campo de Boiro. Guinea no tuvo elecciones democráticas hasta 1993, cuando el general Lansana Conté (jefe del gobierno militar) fue elegido presidente en una reñida votación. Las supresiones de la seguridad continúan hasta hoy, aunque no tan severas como en las primeras décadas. Reelecto en 1998, el presidente se enfrentó a la creciente crítica en 1999 por el encarcelamiento del principal líder de la oposición y el extenso malestar económico. Los desórdenes en Sierra Leona también han continuado amenazando la estabilidad de Guinea. 
Conté permaneció en el poder hasta su muerte el 23 de diciembre de 2008. Varias horas después de su muerte, Moussa Dadis Camara tomó el control en un golpe de Estado, declarándose jefe de una junta militar. Las protestas contra el golpe se tornaron violentas y 157 personas murieron cuando, el 28 de septiembre de 2009, la junta ordenó a sus soldados atacar a las personas reunidas para protestar contra el intento de Camara de convertirse en presidente. Los soldados se lanzaron a una ola de violaciones, mutilaciones y asesinatos, lo que provocó que algunos gobiernos extranjeros retiraran su apoyo al nuevo régimen.
Tras reunirse en Uagadugú los días 13 y 14 de enero de 2010, Camara, Sékouba Konaté y Blaise Compaoré, presidente de Burkina Faso, elaboraron una declaración formal de 12 principios en la que prometían el retorno de Guinea a un gobierno civil en un plazo de 6 meses. Las elecciones presidenciales del 27 de junio trajeron acusaciones de fraude, y se celebraron segundas elecciones el 7 de noviembre.  La participación electoral fue "alta" y las elecciones transcurrieron "relativamente bien". Alpha Condé, líder del partido opositor Asamblea del Pueblo de Guinea (RGP), ganó las elecciones con la promesa de reformar el sector de la seguridad y revisar los contratos mineros.

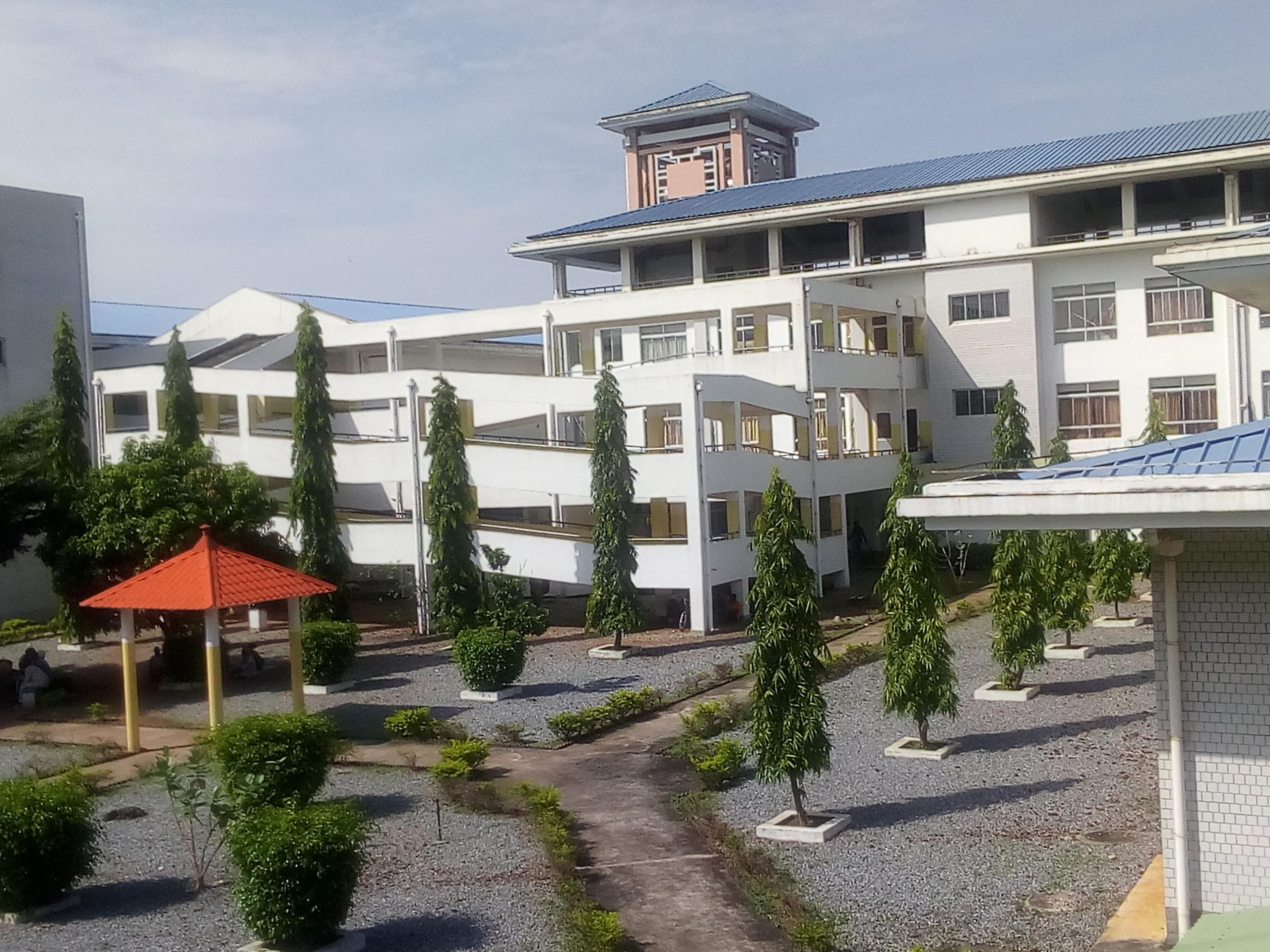
Hospital de la Amistad Chino-Guineana terminado en 2010 como parte de los Acuerdos con China

El 25 de marzo de 2014, la Organización Mundial de la Salud declaró que el Ministerio de Salud de Guinea había informado de un brote de enfermedad por el virus del Ébola en Guinea. Este brote inicial tuvo 86 casos, incluidas 59 muertes. El 28 de mayo había 281 casos, con 186 muertes.  Se cree que el primer caso fue Emile Ouamouno, un niño de 2 años de la aldea de Meliandou. Cayó enfermo el 2 de diciembre de 2013 y falleció el 6 de diciembre.
El 5 de septiembre de 2021, tras horas de disparos cerca del palacio presidencial, el teniente coronel Mamady Doumbouya tomó el control de la televisión estatal y declaró que el gobierno del presidente Alpha Condé había sido derrocado y las fronteras del país cerradas. Por la noche, los golpistas declararon el control de todo Conakri y de las fuerzas armadas del país. Según Guinée Matin, el 6 de septiembre los militares controlaban totalmente la administración estatal y comenzaron a sustituir la administración civil por su homóloga militar. El 1 de octubre de 2021 Doumbouya prestó juramento como presidente interino.

## Gobierno y política
Para información más detallada, véase Categoría:Política de Guinea

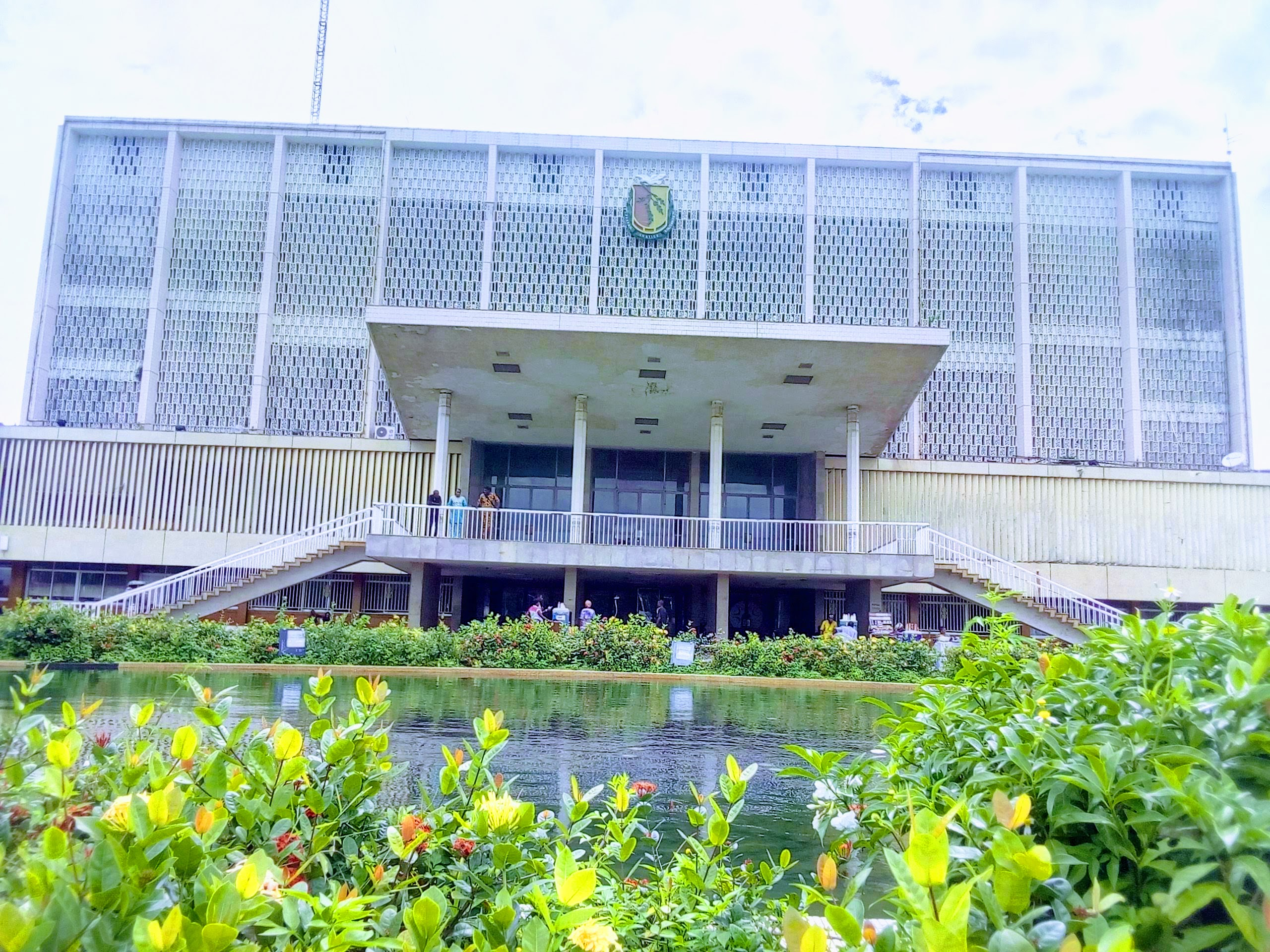
Palacio del Pueblo Sede de la Asamblea Nacional

Guinea es una república popular y revolucionaria con el presidente como jefe de Estado, elegido por el pueblo por un mandato de siete años, y el primer ministro que es designado por el jefe de Estado. A pesar de que el cargo de presidente solo se puede ocupar durante dos mandatos de siete años, el último presidente, Lansana Conté, ostentó el poder desde el 5 de abril de 1984. Fue reelegido para otros siete años el 21 de diciembre de 2003, con un 95 % de los votos, pero tras su fallecimiento el 22 de diciembre de 2008 debería haber sido reemplazado por el presidente de la Asamblea Nacional Popular (ANP) Aboubacar Somparé, quien a su vez debía convocar elecciones en un periodo de 60 días, pero seis horas después del anuncio de la muerte del presidente, se anunció un aparente golpe de Estado. 
Un grupo de militares, capitaneados por Moussa Dadis Camara tomó una emisora de radio y leyó un comunicado por el que se disolvían las instituciones republicanas, incluida la Constitución. Se crearía un Consejo Nacional por el Desarrollo y la Democracia y se nombraría a un militar como presidente y un civil como primer ministro.  Somparé declaró que la mayor parte del ejército era leal a la Constitución y que se habían entablado negociaciones con los golpistas, destacando además su preocupación por el país.
Tras el triunfo del golpe Somparé desapareció de la vida pública. Reapareció el 27 de diciembre en una reunión con el nuevo presidente Moussa Dadis Camara. Después de la instauración del multipartidismo en abril de 1992, una cuarentena de nuevos partidos fueron reconocidos, aunque muchos de ellos han sido vetados para concurrir en las elecciones más recientes, incluyendo al FRAD, principal opositor, que ha denunciado  la falta de garantías democráticas en las elecciones del país. Camara declaró en diciembre de 2008 que su gobierno sería transitorio hasta la celebración de unas elecciones presidenciales en las que él no tomaría parte.  Sin embargo, en septiembre de 2009 anunció su intención de presentarse, lo que motivó que tuvieran lugar unas fuertes protestas ocurridas en septiembre de ese año que culminaron en las atrocidades del 27 de septiembre de 2009 ocurridas en el Estadio Nacional el 28 de septiembre.
El 3 de diciembre de 2009, Camara recibió un disparo en un intento de asesinato por su ayudante de campo, Aboubacar Diakité, jefe de la guardia presidencial. Diakite iba a ser detenido acusado de ser el responsable de la matanza de manifestantes en septiembre. Aunque Camara fue trasladado a Marruecos para el tratamiento, Sékouba Konaté fue puesto a cargo del país. Con Camara aún en rehabilitación, el gobierno de Estados Unidos ha expresado su deseo de que Camara se mantenga fuera de Guinea y que Konaté fuera colocado como jefe de la Junta. En 2010, Sékuba Konaté, tal como lo había prometido, llamó a elecciones generales en Guinea, siendo éstas las primeras elecciones libres y no fraudulentas desde la independencia del país. Las ganó Alpha Condé quien asumió el poder el 21 de diciembre de 2010.
En la madrugada del 19 de julio de 2011 Guinea sufrió un intento de golpe de Estado: un comando fuertemente armado sitió la casa presidencial y la atacó mientras Condé dormía, siendo esta ofensiva rechazada por la Guardia Presidencial. El asalto, que se inició a las 3:10 a. m. (hora local) y se extendió durante casi tres horas, afectó gravemente a la estructura de la residencia, que sufrió disparos de artillería y explosiones causadas por granadas y cohetes. Varias horas después ocurrió otro combate entre miembros del ejército y los atacantes en las cercanías del Palacio. Al menos un asaltante falleció durante los enfrentamientos y otro fue capturado.
El poder legislativo está garantizado por un parlamento compuesto de una sola cámara, la Asamblea Nacional Popular, donde se reúnen 114 diputados elegidos por el pueblo por un mandato de cinco años. La más alta autoridad judicial es la Corte de Apelaciones.

### Defensa

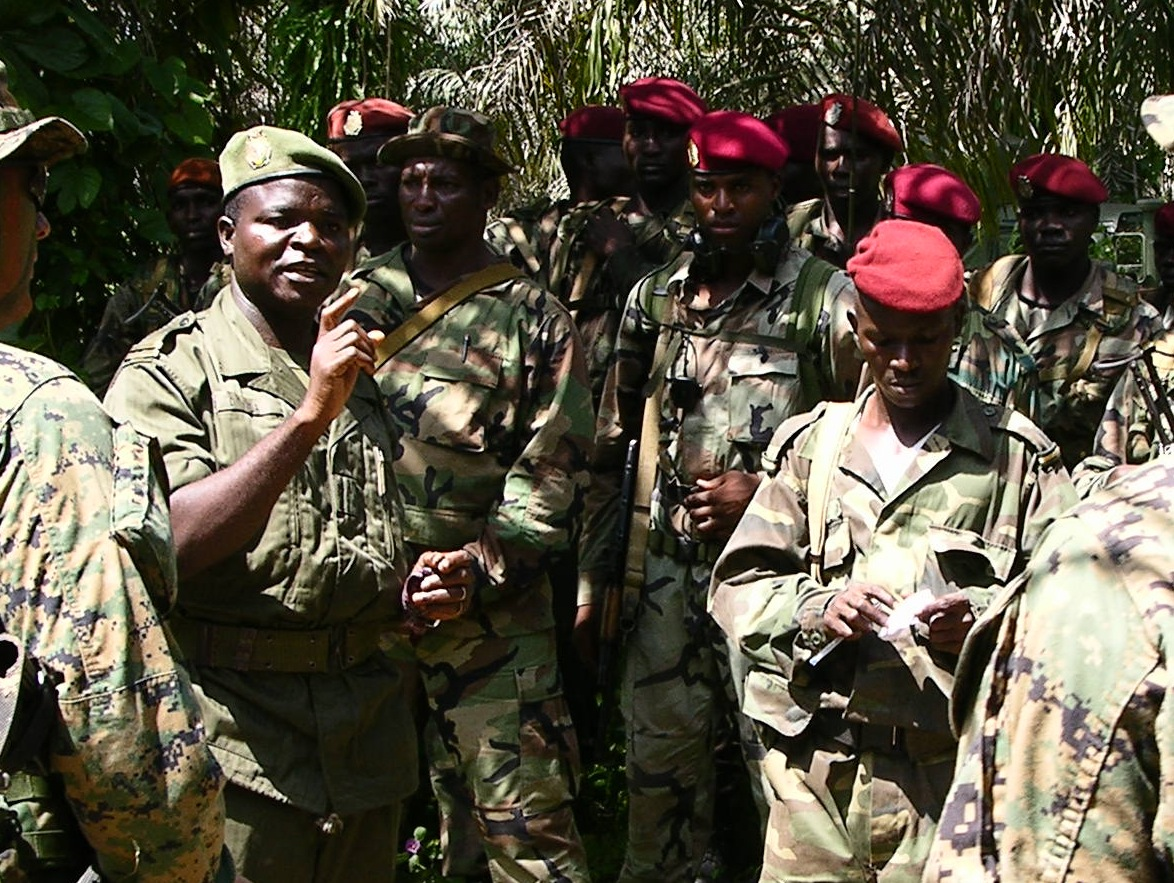
Tropas guineanas durante un ejercicio militar en 2005.

Las Fuerzas armadas guineanas se dividen en cuatro ramas:
Ejército
El ejército es el principal responsable de la protección de las fronteras estatales, la seguridad de los territorios administrados y la defensa de los intereses nacionales de Guinea. Tiene una fuerza activa de alrededor de 15 000 personas.
Fuerza aérea
Una rama de las Fuerzas Armadas de Guinea, que lleva a cabo principalmente la guerra aérea. El personal de la Fuerza Aérea tiene un total de alrededor de 700 miembros; su equipo incluye varios aviones de combate y aviones de transporte rusos.
Armada
Una rama de las Fuerzas Armadas de Guinea, la Marina tiene alrededor de 900 efectivos y opera varias pequeñas embarcaciones de patrulla y barcazas.
Gendarmería
Una rama de las Fuerzas Armadas de Guinea responsables de la seguridad interior; sin embargo, no son agentes de policía.

### Política Exterior

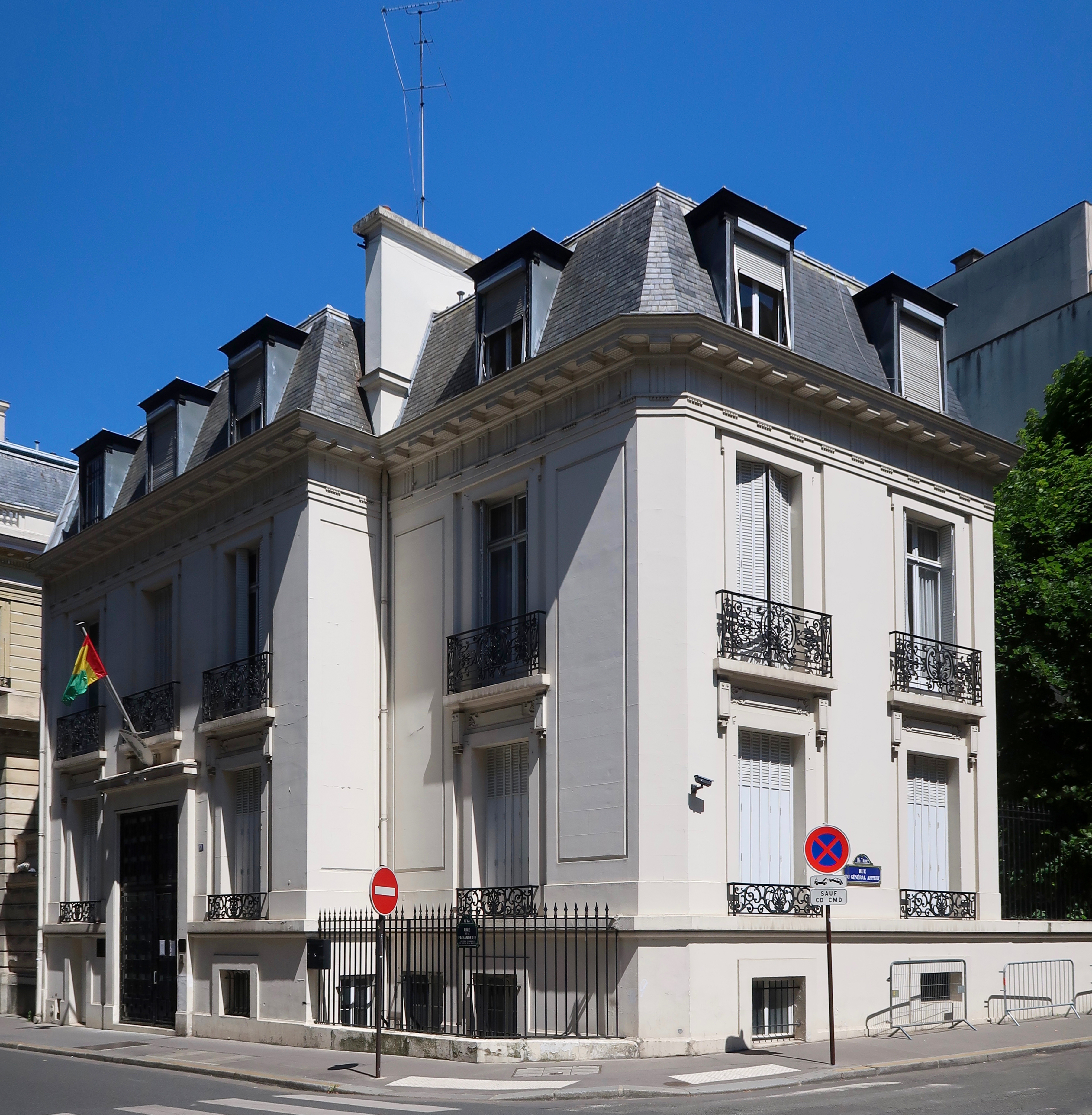
Embajada de Guinea en París, Francia

Guinea es miembro de la Unión Africana, la Agencia de la Comunidad Francófona, el Banco Africano de Desarrollo, la Comunidad Económica de los Estados de África Occidental, el Banco Mundial, el Banco Islámico de Desarrollo, el FMI y las Naciones Unidas.
Según una declaración del Departamento de Estado de Estados Unidos de febrero de 2009, las relaciones exteriores de Guinea, incluidas las mantenidas con sus vecinos de África Occidental, habían mejorado constantemente desde 1985. La declaración del Departamento de octubre de 2018 indicaba que -aunque "Estados Unidos condenó" el "golpe de Estado militar de 2008" de Guinea- Estados Unidos mantenía "estrechas relaciones" con Guinea antes del golpe, y tras "las elecciones presidenciales de Guinea en 2010, Estados Unidos restableció sólidas relaciones diplomáticas con el Gobierno." La declaración indicaba el apoyo a las "elecciones legislativas de 2013 y a unas segundas elecciones presidenciales en 2015", como signos de "reforma democrática".
Un informe de marzo de 2021 del Departamento de Estado de Estados Unidos denunciaba las amplias violaciones de los derechos humanos cometidas por el gobierno, las fuerzas de seguridad y las empresas en Guinea. El informe citaba las numerosas críticas internacionales a las recientes elecciones nacionales, que dieron como resultado "la reelección del presidente Alpha Conde (a pesar de los controvertidos resultados)... tras un controvertido referéndum celebrado en marzo por el que se modificó la Constitución y se le permitió presentarse a un tercer mandato". El Departamento condenó el golpe de 2021, advirtiendo de que "la violencia y cualquier medida extraconstitucional no harán sino erosionar las perspectivas de paz, estabilidad y prosperidad de Guinea, [y] podrían limitar la capacidad de Estados Unidos y de los demás socios internacionales de Guinea para apoyar al país...", Aunque no pidió explícitamente la vuelta al poder del presidente Condé, Estados Unidos hizo un llamamiento al "diálogo nacional para abordar las preocupaciones de forma sostenible y transparente, a fin de permitir una salida pacífica y democrática para Guinea...".

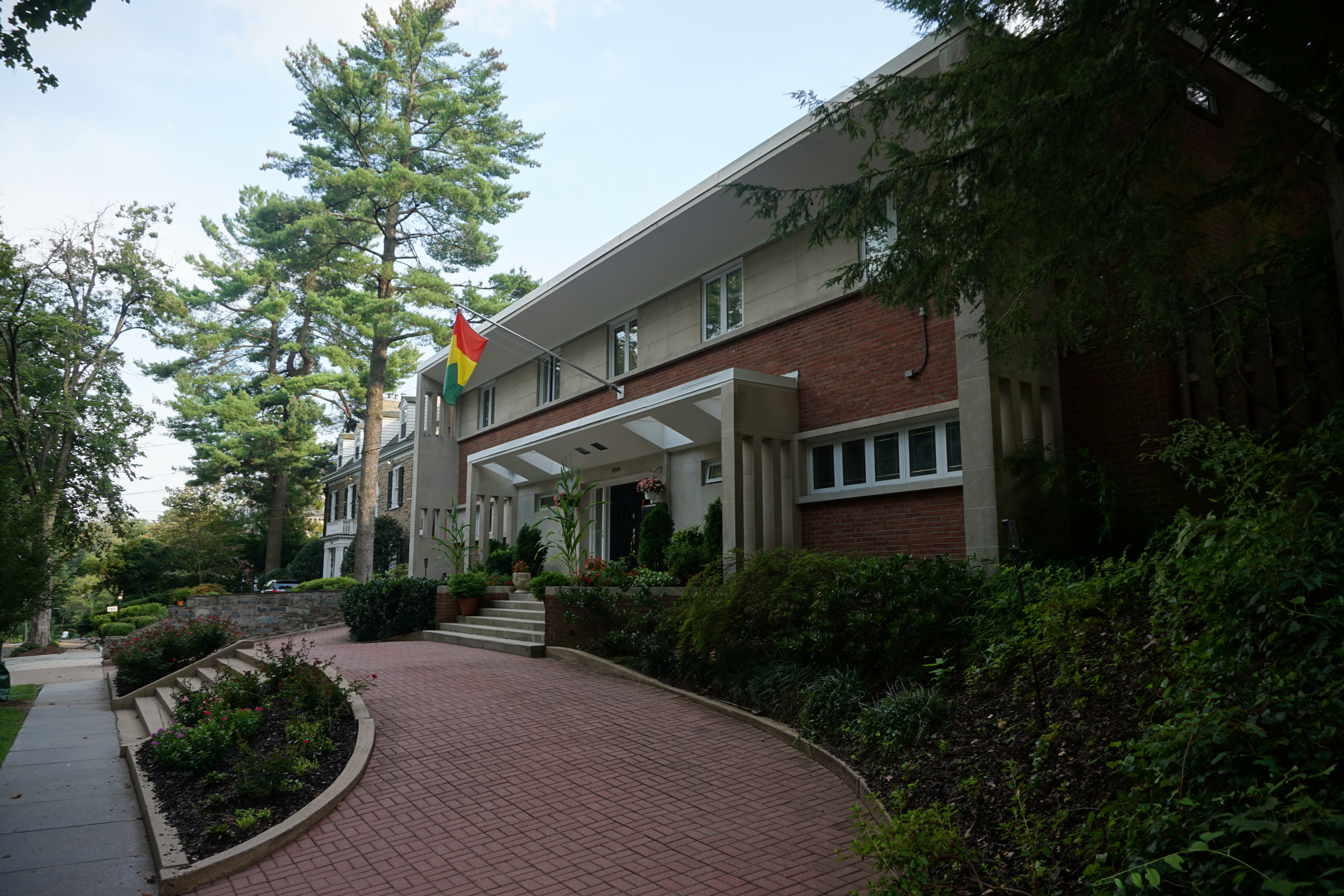
Embajada de Guinea en Estados Unidos

Las Naciones Unidas denunciaron rápidamente el golpe de 2021, y algunos aliados de Guinea condenaron el golpe. La Unión Africana y el bloque regional de África Occidental (CEDEAO) amenazaron con imponer sanciones, aunque algunos analistas esperan que las amenazas tengan un efecto limitado porque Guinea no es miembro de la unión monetaria de África Occidental y no es un país sin salida al mar.  La CEDEAO suspendió inmediatamente la condición de miembro de Guinea y exigió la liberación incondicional del presidente Condé, al tiempo que enviaba enviados a Conakry para intentar una resolución "constitucional" de la situación. China (que depende de Guinea para la mitad de su mineral de aluminio, facilitada por sus conexiones con el derrocado presidente Condé) se opuso abiertamente al golpe de Estado, respondiendo de forma poco habitual a los asuntos internos de otra nación.

### Derechos humanos

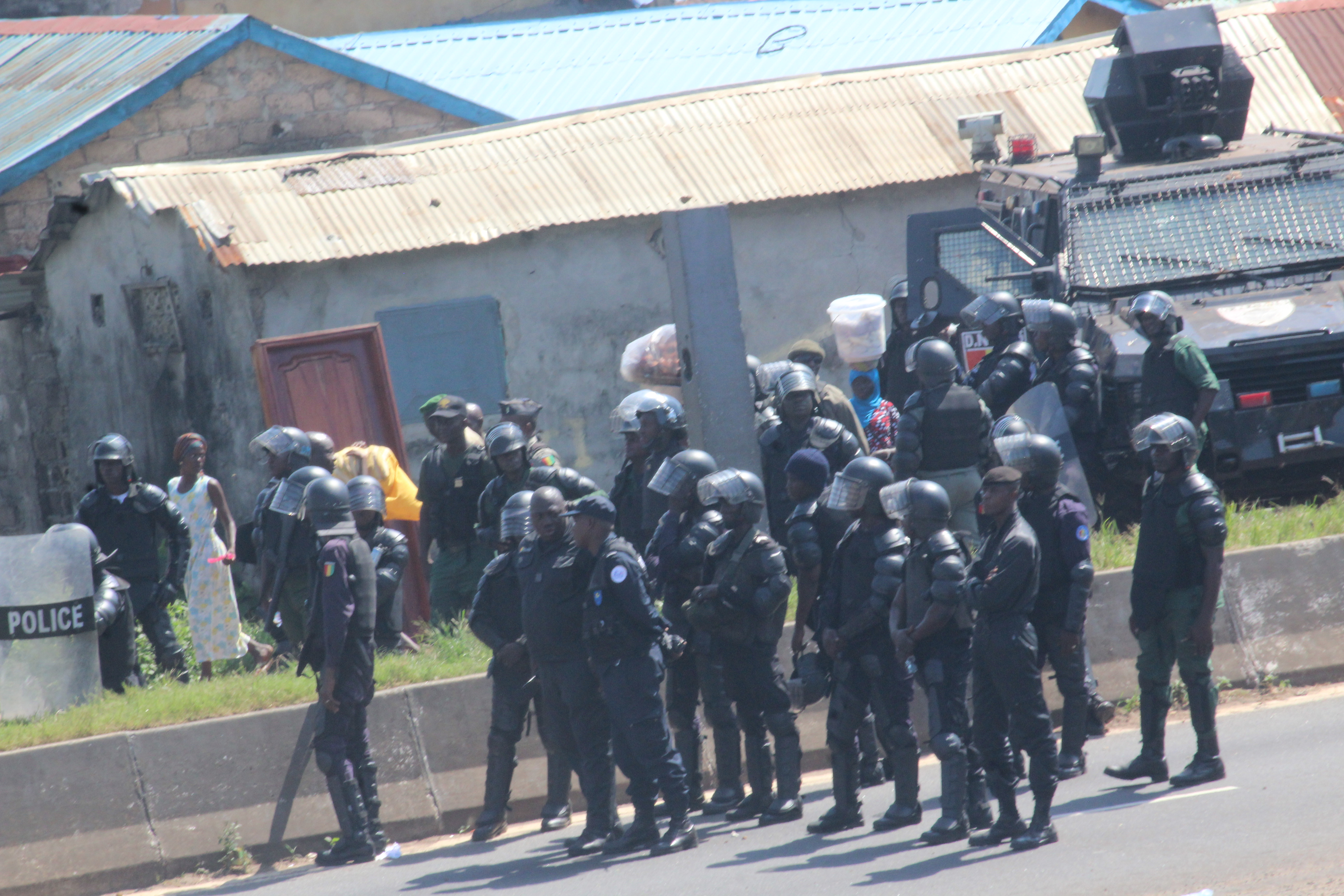
Policía de Guinea durante las protestas contra el Gobierno de 2019-2020

El 25 de septiembre de 2020, un informe64 publicado por Human Rights Watch reveló que, durante las elecciones legislativas y el referéndum constitucional de marzo de 2020, las fuerzas de seguridad guineanas no protegieron a la población de la violencia electoral e intercomunitaria, en la que al menos 32 personas resultaron muertas y más de 90 heridas mientras ellas mismas cometían violaciones de derechos humanos en Nzérékoré. 
Además, las fuerzas de seguridad no tomaron medidas suficientes para impedir estos homicidios ni la destrucción masiva de bienes. También mataron a dos personas, golpearon y detuvieron arbitrariamente a decenas de hombres. Entre marzo y septiembre, Human Rights Watch entrevistó a 48 víctimas y testigos de la violencia en Nzérékoré, así como a 31 familiares de víctimas, personal médico, periodistas, abogados, miembros de partidos de la oposición, representantes de la sociedad civil y otros informantes. También consultaron informes publicados por organizaciones de derechos humanos guineanas y medios de comunicación nacionales e internacionales, y examinaron fotografías, vídeos e historiales médicos.En materia de derechos humanos, respecto a la pertenencia a los siete organismos de la Carta Internacional de Derechos Humanos, que incluyen al Comité de Derechos Humanos (HRC), Guinea ha firmado o ratificado:
| Guinea | Tratados internacionales | Tratados internacionales | Tratados internacionales | Tratados internacionales | Tratados internacionales  | Tratados internacionales | Tratados internacionales | Tratados internacionales | Tratados internacionales  | Tratados internacionales | Tratados internacionales | Tratados internacionales | Tratados internacionales  | Tratados internacionales  | Tratados internacionales | Tratados internacionales | Tratados internacionales | Tratados internacionales |
| --- | ------------------------ | ------------------------ | ------------------------ | ------------------------ | ------------------------- | ------------------------ | ------------------------ | ------------------------ | ------------------------- | ------------------------ | ------------------------ | --- | ------------------------- | ------------------------- | ------------------------ | --- | ------------------------ | ------------------------ |
| Guinea | CESCR                    | CESCR                    | CCPR                     | CCPR                     | CCPR                      | CERD                     | CED                      | CEDAW                    | CEDAW                     | CAT                      | CAT                      | CRC | CRC                       | CRC                       | CRC                      | MWC | CRPD                     | CRPD                     |
| Guinea | CESCR                    | CESCR-OP                 | CCPR                     | CCPR-OP1                 | CCPR-OP2-DP               | CERD                     | CED                      | CEDAW                    | CEDAW-OP                  | CAT                      | CAT-OP                   | CRC | CRC-OP-AC                 | CRC-OP-SC                 | CRC-OP-CP                | MWC | CRPD                     | CRPD-OP                  |
| Pertenencia | Firmado y ratificado.    | Sin información.         | Firmado y ratificado.    | Firmado y ratificado.    | Ni firmado ni ratificado. | Firmado y ratificado.    | Sin información.         | Firmado y ratificado.    | Ni firmado ni ratificado. | Firmado y ratificado.    | Sin información.         | Guinea ha reconocido la competencia de recibir y procesar comunicaciones individuales por parte de los órganos competentes. | Ni firmado ni ratificado. | Ni firmado ni ratificado. | Sin información.         | Guinea ha reconocido la competencia de recibir y procesar comunicaciones individuales por parte de los órganos competentes. | Firmado y ratificado.    | Firmado y ratificado.    |
| Firmado y ratificado, firmado, pero no ratificado, ni firmado ni ratificado, sin información, ha accedido a firmar y ratificar el órgano en cuestión, pero también reconoce la competencia de recibir y procesar comunicaciones individuales por parte de los órganos competentes. |                          |                          |                          |                          |                           |                          |                          |                          |                           |                          |                          | |                           |                           |                          | |                          |                          |

## Organización territorial

Regiones de la República de Guinea.

Guinea está dividida en 8 regiones administrativas y subdividida en 33 prefecturas.
Las regiones administrativas incluyen:

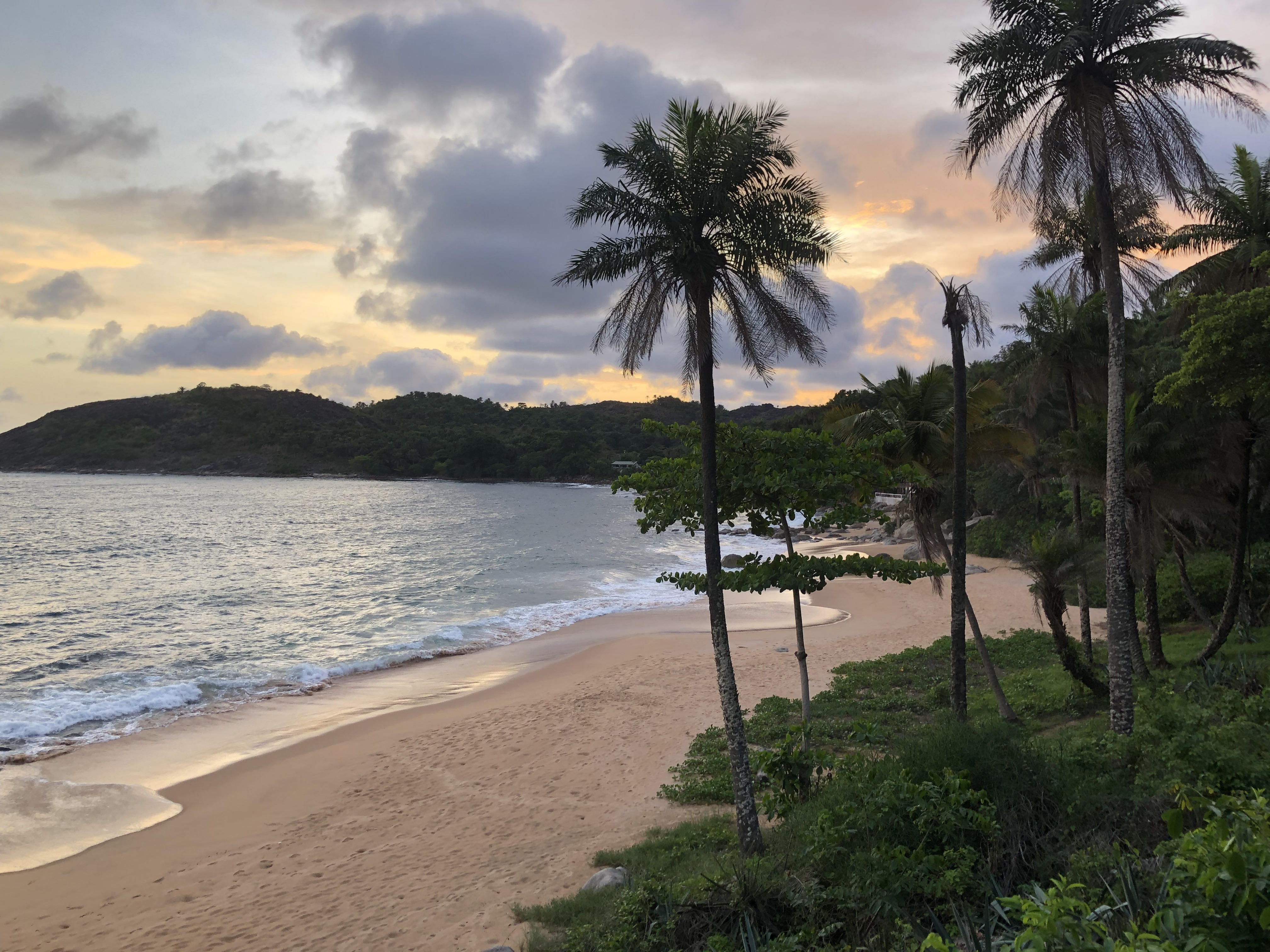
Playa de Roume en Conakri

- Boké
- Faranah
- Kankan
- Kindia
- Labé
- Mamou
- Nzérékoré
- Conakri

### Mayores ciudades
1. Conakri (2 000 000)
2. Kankan (439 017)
3. Labé (400 000)
4. Kindia (279 884)
5. Nzérékoré (1 247 855)
6. Kissidougou (135 900)
7. Guéckédou (116 541)
8. Mamou (105 754)

## Geografía

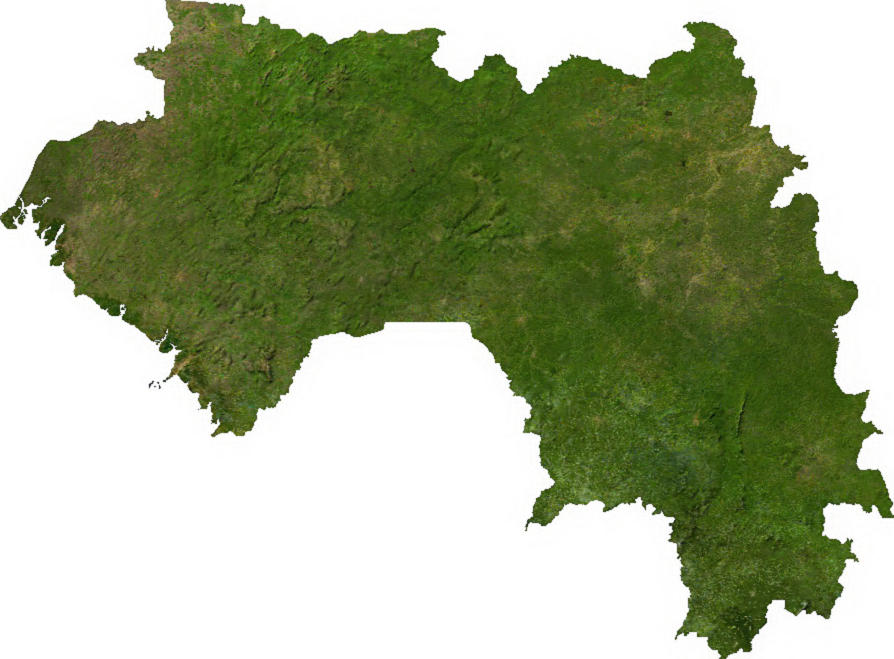
Vista por satélite de Guinea.

Guinea se encuentra situada en la costa oeste de África. Limita al norte con Guinea-Bisáu y Senegal, al sur con Sierra Leona, al sureste con Liberia y al este con Malí y Costa de Marfil.
El país se caracteriza por tener una zona de costa, frecuentemente cubierta por manglares, donde se encuentra la capital Conakri. Posteriormente el país va ganando en altura con algunas montañas -como las del Futa Ŷallon- que separan Conakri de Kankan. Entre Kankan y Nzerekoré el territorio es más llano. En la frontera con Costa de Marfil, en las cercanías de Nzerekoré, se encuentran los montes Nimba, que están declarados patrimonio de la humanidad por la Organización de las Naciones Unidas para la Educación, la Ciencia y la Cultura (Unesco) y que se encuentran a caballo entre Guinea y Costa de Marfil.
Con 245 857 kilómetros cuadrados de superficie, es aproximadamente la mitad de extenso que España y ligeramente más pequeño que Ecuador.

### Clima

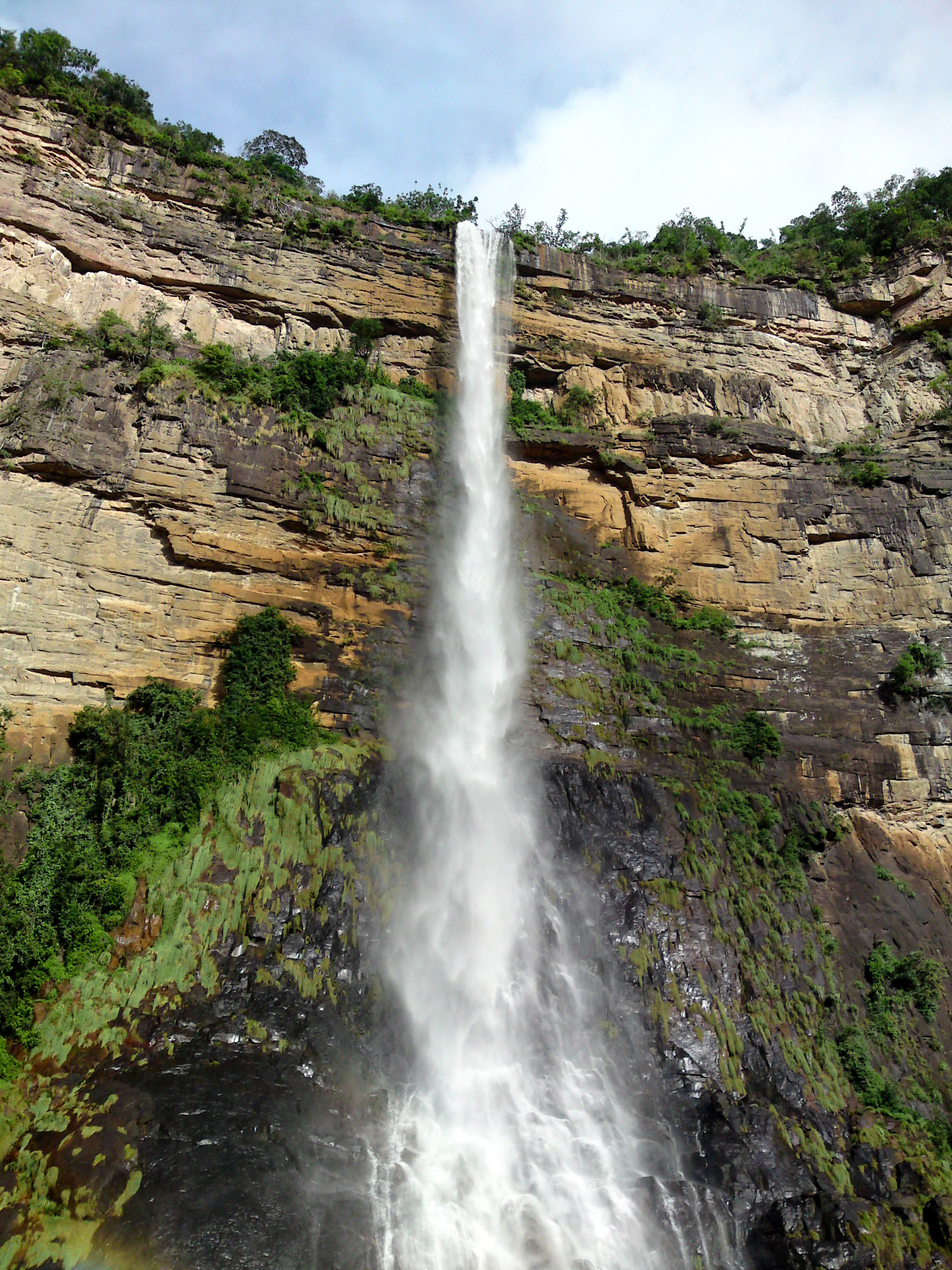
Cascada de Ditinn en Dalaba

El clima en Guinea es tropical, con una estación seca y otra lluviosa. La duración de estos períodos varía según la región climática. Hay cuatro regiones climáticas en Guinea: en el oeste, cerca del Atlántico el clima es muy húmedo; en el centro el clima es templado; en el noreste el clima es tropical seco, con pocas precipitaciones; en el sudeste del país el clima es subecuatorial, con un período prolongado de lluvias que varía de 8 a 10 meses y una temperatura promedia anual que ronda entre los 24 °C a 28 °C.

### Ecología
Según WWF, el territorio de Guinea se reparte entre cinco ecorregiones:
- Sabana sudanesa occidental, en el nordeste
- Mosaico de selva y sabana de Guinea, en el centro, oeste y sureste
- Selva guineana occidental de tierras bajas, en los extremos suroeste y sureste
- Selva montana guineana, en las zonas montañosas
- Manglar guineano, en algunos puntos de la costa

### Hidrografía
El país cuenta con más de 1.300 ríos. Muchos ríos, como el Níger, el Senegal (Bafing) y el Gambia, así como sus principales afluentes, nacen en Guinea, lo que convierte a este país en la «torre de agua» de África Occidental. Estos ríos nacen en los macizos guineanos (los dos antiguos macizos de Fouta Djalon y la cresta guineana en la región boscosa). 

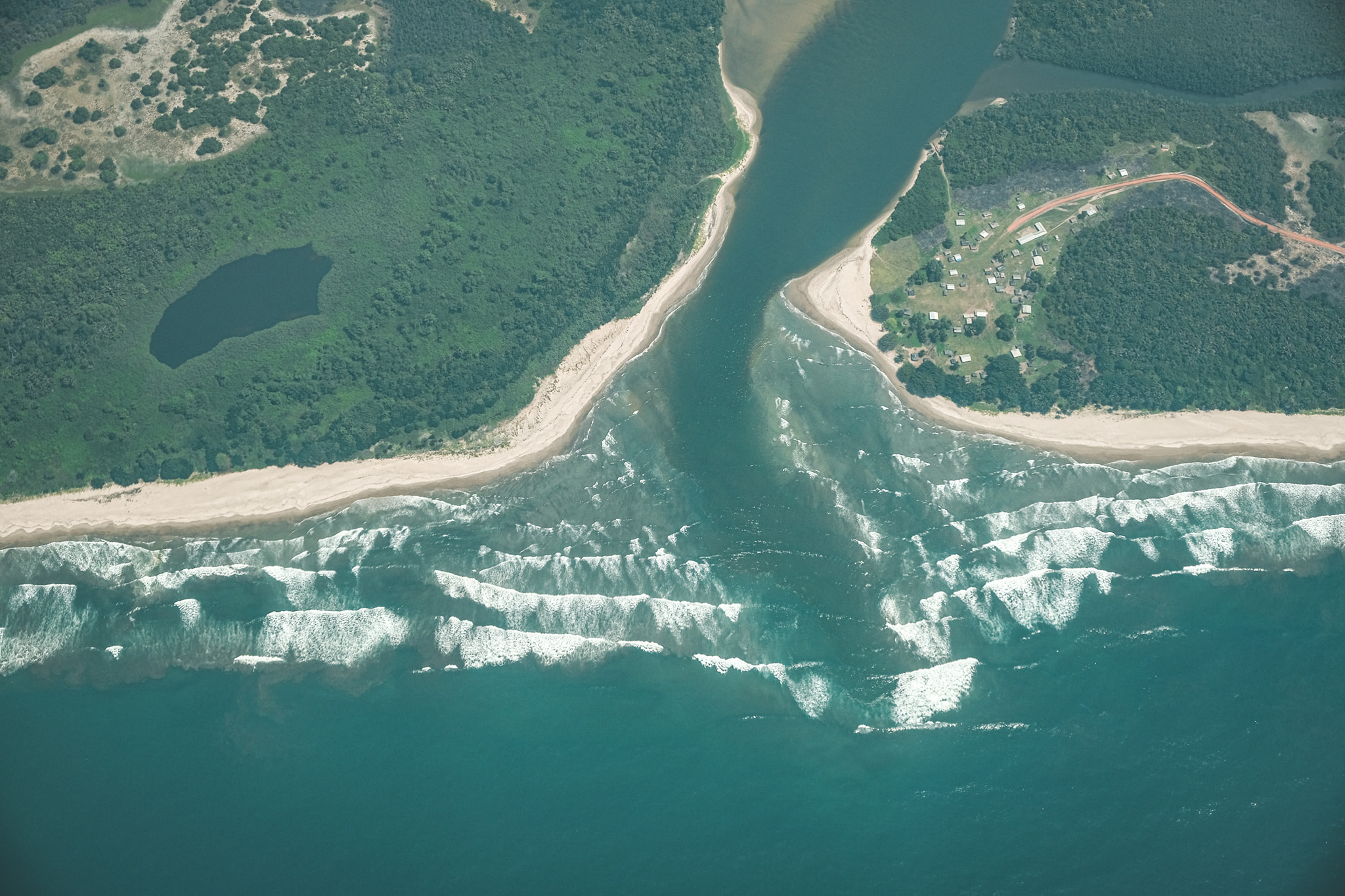
Una vista aérea de la intersección entre el Río Saint Paul y el océano Atlántico

Los ríos Gambia y Bafing fluyen hacia el norte, en dirección a Senegal. El Níger nace cerca de Kobikoro y fluye por Faranah y Kouroussa hacia Malí, en el noreste. Los ríos Tinkisso, Milo y Niandan son sus afluentes en Guinea.
Numerosos ríos costeros descienden de los macizos guineanos hacia el oeste, como el Konkouré, o hacia el sur, como el Mano.
De Guinea-Bissau a Conakry, estos ríos forman profundos estuarios que han conservado los nombres que les dieron los exploradores portugueses en el siglo XV. Estos estuarios forman vías de comunicación a través de los manglares de la Baja Guinea, región que se denominaba «Rivières du Sud» al comienzo de la colonización francesa en el siglo XIX.

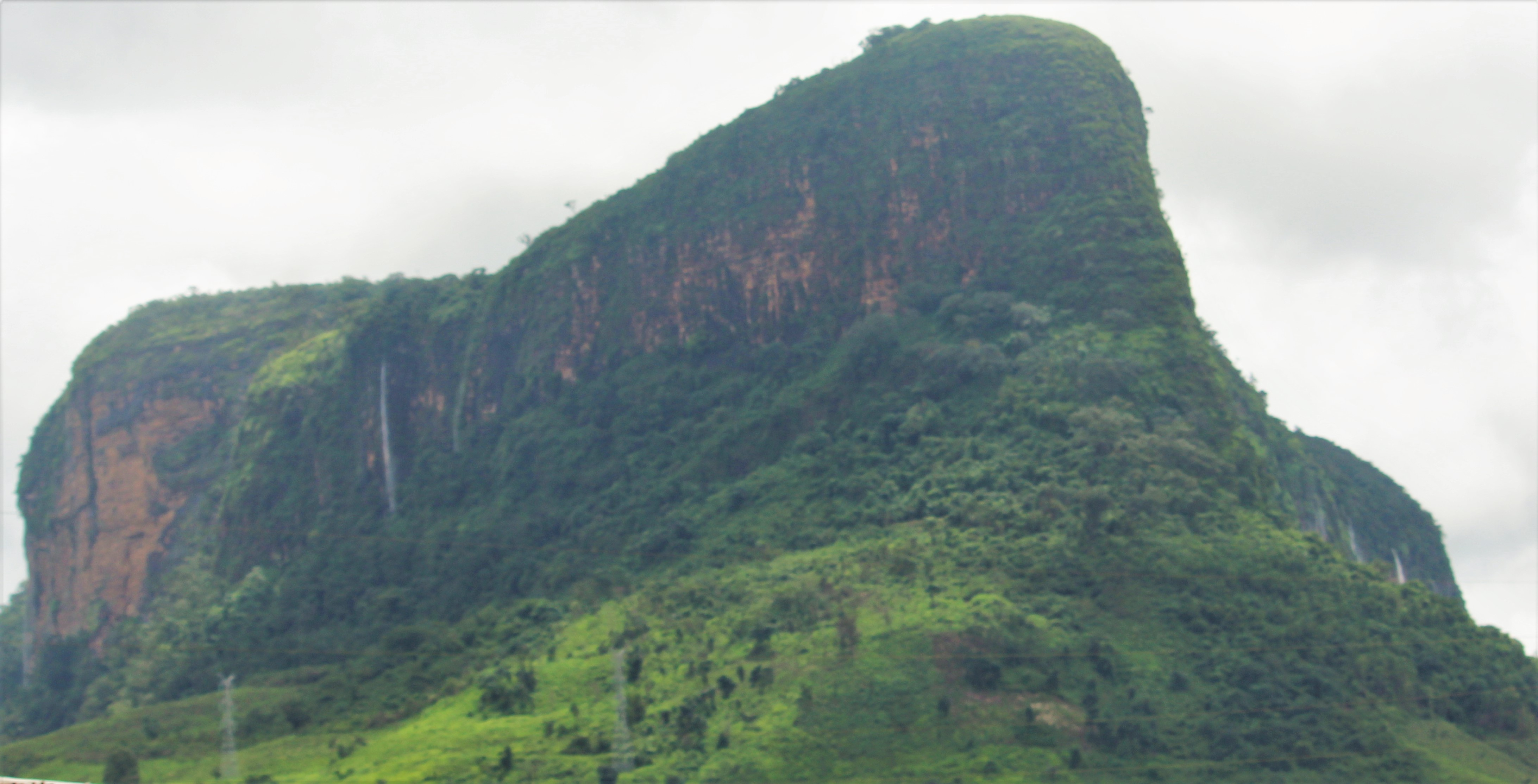
El Monte Kakoulima alcanza los 1.011 metros de altitud

El macizo de Fouta Djalon ofrece potencial para la generación de electricidad. El río Konkouré, cerca de las ciudades de Mamou, Kindia y Conakry, es objeto de un programa de desarrollo, y en 1999 se inauguró una primera presa; otra acaba de entrar en funcionamiento, la presa de Kaleta, y una última presa, más imponente por su tamaño y productividad, está en construcción, la presa de Souapiti.

### Geología
Desde el punto de vista geológico, Guinea está cubierta por la corteza de un gran cratón Arcaico de África Occidental; sus regiones septentrional y occidental presentan formaciones de rocas proterozoicas más jóvenes y su región oriental está formada por cinturones de greenstone del supergrupo Birimian, que representan una parte importante de las reservas de oro y mineral de hierro de África Occidental. La meteorización de los esquistos paleozoicos ha provocado una laterización que ha dado lugar a la formación de grandes yacimientos de bauxita.

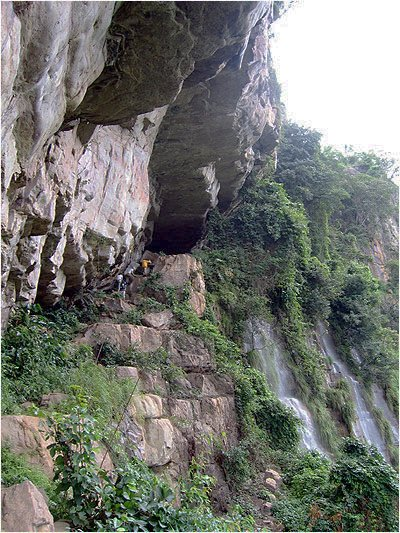
Formaciones rocosas en el Cañón de Fouta Djalon

La formación geológica del cinturón guineo-liberiano es de rocas precámbricas y paleozoicas. En el Terciario, las doleritas han originado grandes yacimientos de laterita de bauxita en esquistos silúricos y areniscas ordovícicas; se descubren en la montaña de Fouta Djalan. En el noreste del país, se ha registrado oro en Birimian. En la zona cristalina del norte y sureste del país, el mineral principal es la mena de hierro que presenta itabiritas.
Guinea es un país de África Occidental con un relieve y unas características geológicas muy variadas que permiten distinguir diversas regiones:
Al oeste, la llanura costera de la Baja Guinea, de Conakry a Boké (con algunos macizos de más de 1000 m), está formada por terrenos terciarios y vestigios de vulcanismo mesozoico.
Más al Este, la zona costera da paso a la meseta de Moyenne-Guinée o Fouta Djalon (región de Kindia a Labé), con altitudes que oscilan entre los 300 y los 1000 m (culminando en el monte Loura, a 1532 m). Esta meseta está formada principalmente por areniscas silíceas y esquistos paleozoicos y neoproterozoicos, con amplias zonas cubiertas por una armadura ferruginosa o bauxítica. Es la provincia minera de la bauxita.
Al noreste, una cuenca con una altitud media de 300 m forma la Haute-Guinée (región de Kankan a Siguiri), formada por esquistos proterozoicos que contienen numerosos yacimientos de oro.

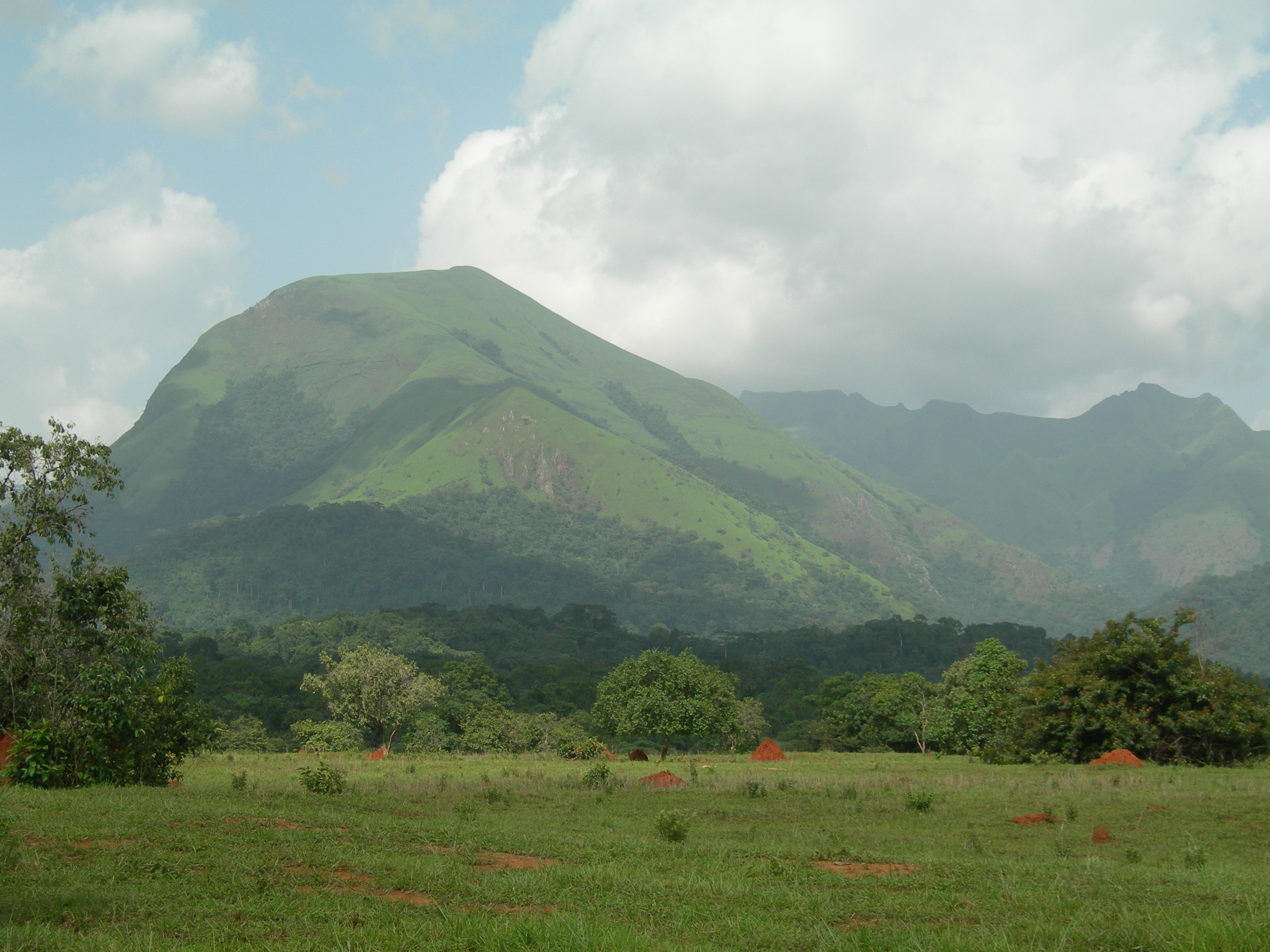
La Reserva Natural Estricta del Monte Nimba ocupa 175,4 km² y es patrimonio de la humanidad desde 1981

Al sureste se encuentra la región montañosa de Guinea Forestal, con altos macizos de laderas escarpadas como Simandou y el monte Nimba (el pico más alto del país, con 1.752 m) que alternan con vastas llanuras. Esta región contiene los terrenos más antiguos (Arcaico inferior a superior) y proterozoicos. En la región de Banankoro se extraen diamantes de kimberlitas. En esta región también hay dos importantes yacimientos de hierro sin explotar: Simandou y Monts Nimba.
Como consecuencia de estas características geológicas, el país presenta una zona de bosque primario ecuatorial al sur de la línea Kissidougou-Kerouané, que evoluciona hacia una zona de sabana arbolada en el resto del territorio.

### Fauna y Flora
Situada en África Occidental, la República de Guinea está reconocida como un punto caliente de biodiversidad mundial, con una gran variedad de especies de fauna y flora.

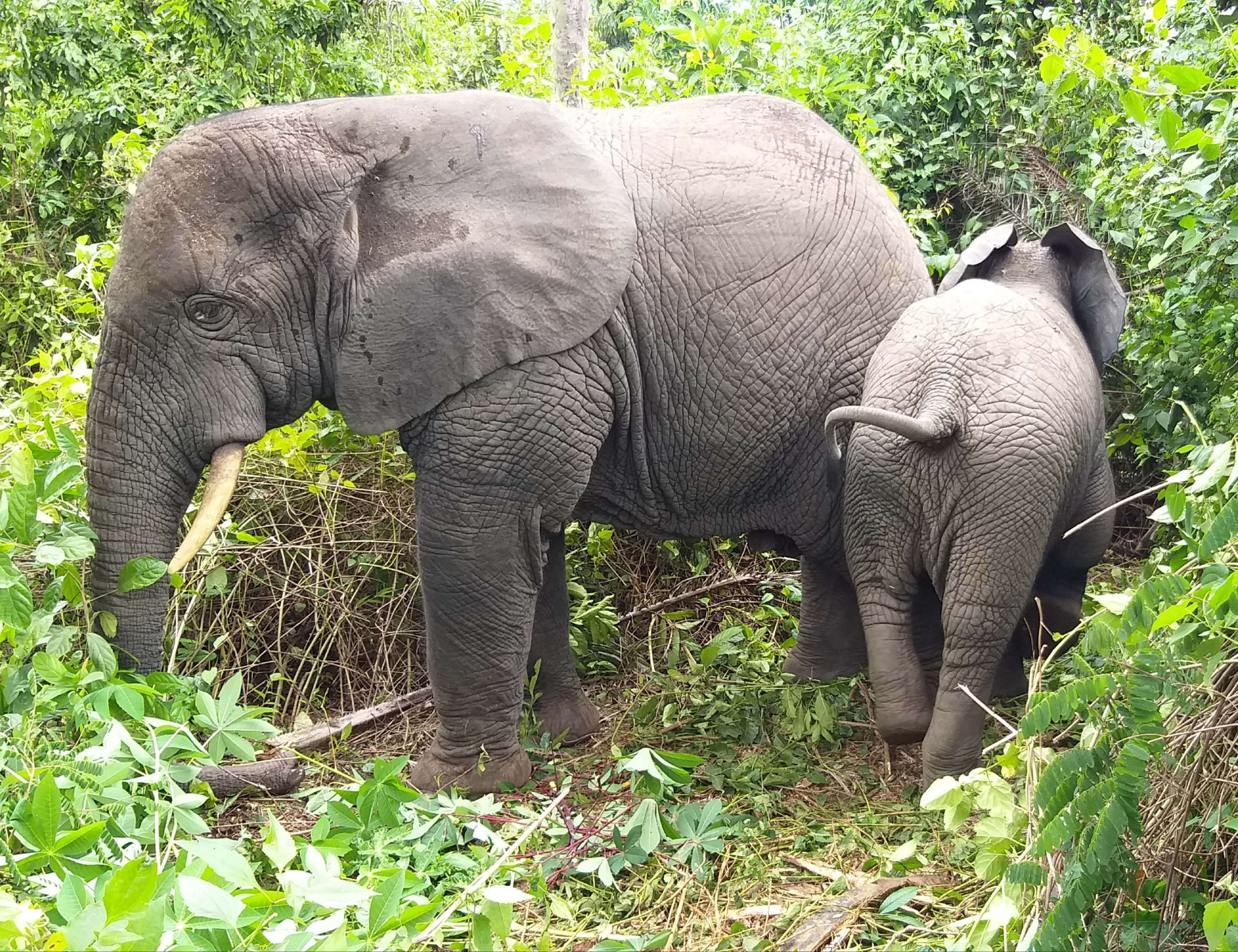
Elefantes en la prefectura de Nzérékoré

Aquí nacen 22 ríos de África Occidental, entre ellos el Níger, el tercero más largo de África, y los ríos Gambia y Senegal. Por ello, proteger los bosques que sirven de cuenca a estos ríos es crucial no sólo para la biodiversidad, sino también para la salud y el bienestar de millones de personas.
La fauna de Guinea es muy diversa debido a su gran variedad de hábitats. El sur del país se encuentra en el punto caliente de biodiversidad de los bosques guineanos de África Occidental, mientras que el noreste se caracteriza por bosques secos de sabana. Las ecorregiones de Guinea son los bosques de las tierras bajas de Guinea Occidental, los bosques montanos de Guinea, el mosaico bosque-sabana de Guinea, la sabana de Sudán Occidental y los manglares de Guinea.
Pero la fauna salvaje de Guinea está amenazada por la minería, la caza para obtener carne salvaje, el comercio ilegal de fauna salvaje y la deforestación a gran escala. Con una población en rápido aumento y problemas de capacidad, estas presiones no harán sino aumentar. Se calcula que el 99% de los hogares guineanos dependen de la leña como combustible. Guinea es uno de los países menos desarrollados económicamente del mundo, por lo que las soluciones de conservación deben permitir a la gente ganarse la vida al tiempo que protegen la biodiversidad del país.

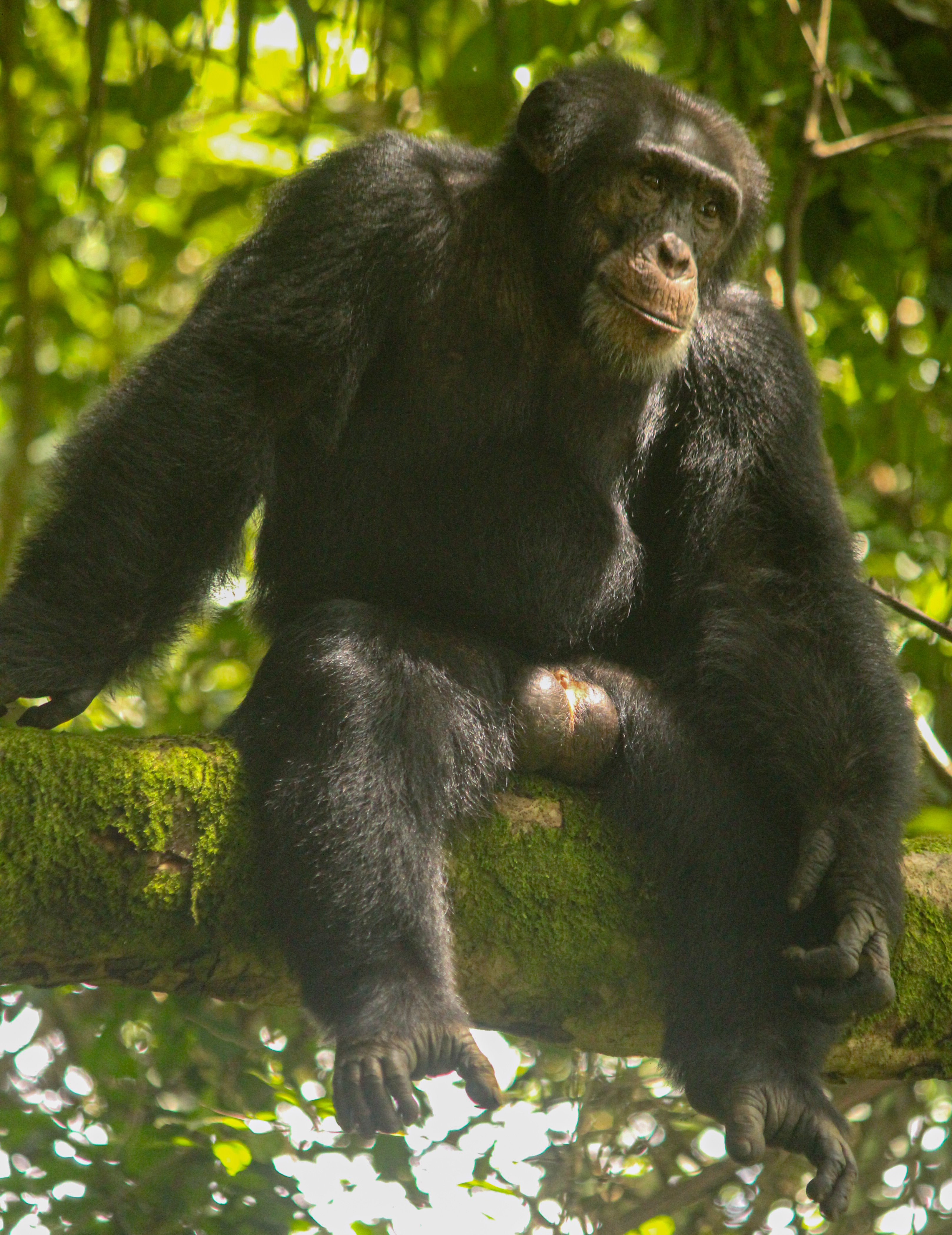
Chimpancé de Bossou

El sur de Guinea contiene importantes vestigios de la selva alta guineana, que antaño cubría toda África Occidental. La biodiversidad es notoria: elefantes, chimpancés, antílopes selváticos y muchas otras especies amenazadas dependen de este hábitat único.
Los manglares costeros de Guinea albergan una gran variedad de aves y especies marinas, entre ellas el amenazado manatí de África Occidental.
Las poblaciones de grandes mamíferos están restringidas a zonas lejanas deshabitadas de parques y reservas, y esas poblaciones están disminuyendo. Los bastiones de la fauna guineana son el Bosque Clasificado de Pinselly, el Parque Nacional del Alto Níger, el Parque Nacional de Badiar, la Reserva Natural Estricta del Monte Nimba, el Macizo de Ziama, la Reserva de las Colinas de Bossou y el Bosque Clasificado de Diécké.

## Economía

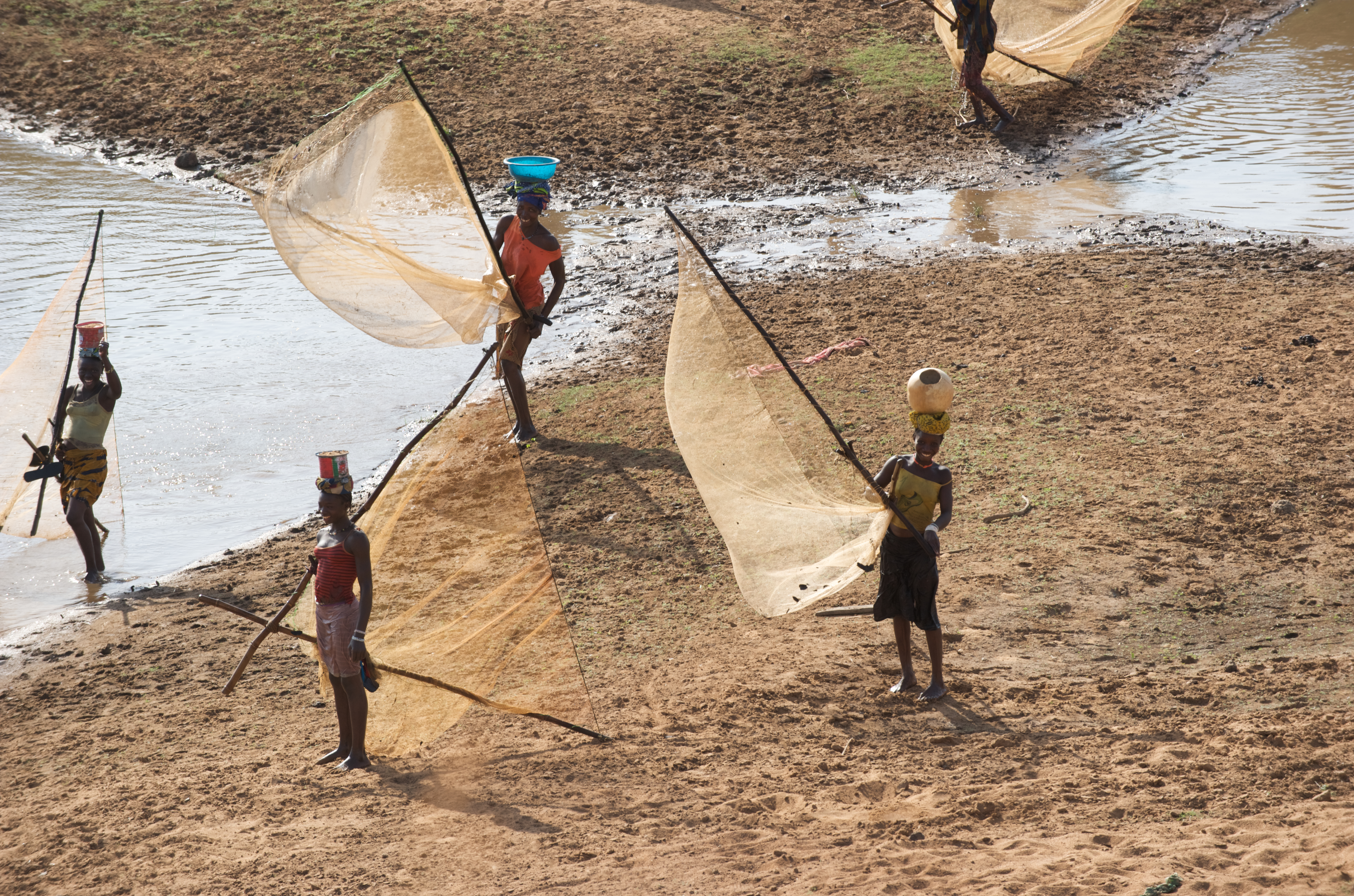
Pescadoras en el río Níger, en la región de Kankan.

La economía de Guinea gira en torno a actividades primarias, siendo la agricultura la que emplea cerca del 80 por ciento de la mano de obra disponible en el país. Dentro de sus principales productos destaca la castaña de cajú y el algodón. Dentro de sus otros recursos destacan las reservas de minerales, entre las que destacan las de bauxita, que representan un tercio del total mundial. Otros minerales que destacan son: el hierro, del que se estima que existen 1,8 billones de toneladas métricas; grandes depósitos de oro, diamantes y cantidades aún no determinadas de uranio.
Durante la última década la economía del país ha mostrado un aumento progresivo de su producto interno bruto, situándose en el lugar 128 (de un total de 195 países) según la estimación del FMI para el año 2021.
Según el Índice mundial de innovación, a cargo de la Organización Mundial de la Propiedad Intelectual, en 2017, Guinea se ubicó en los últimos puestos de innovación entre 132 países del mundo; mientras que en 2023 ocupó el lugar 128.

### Agricultura

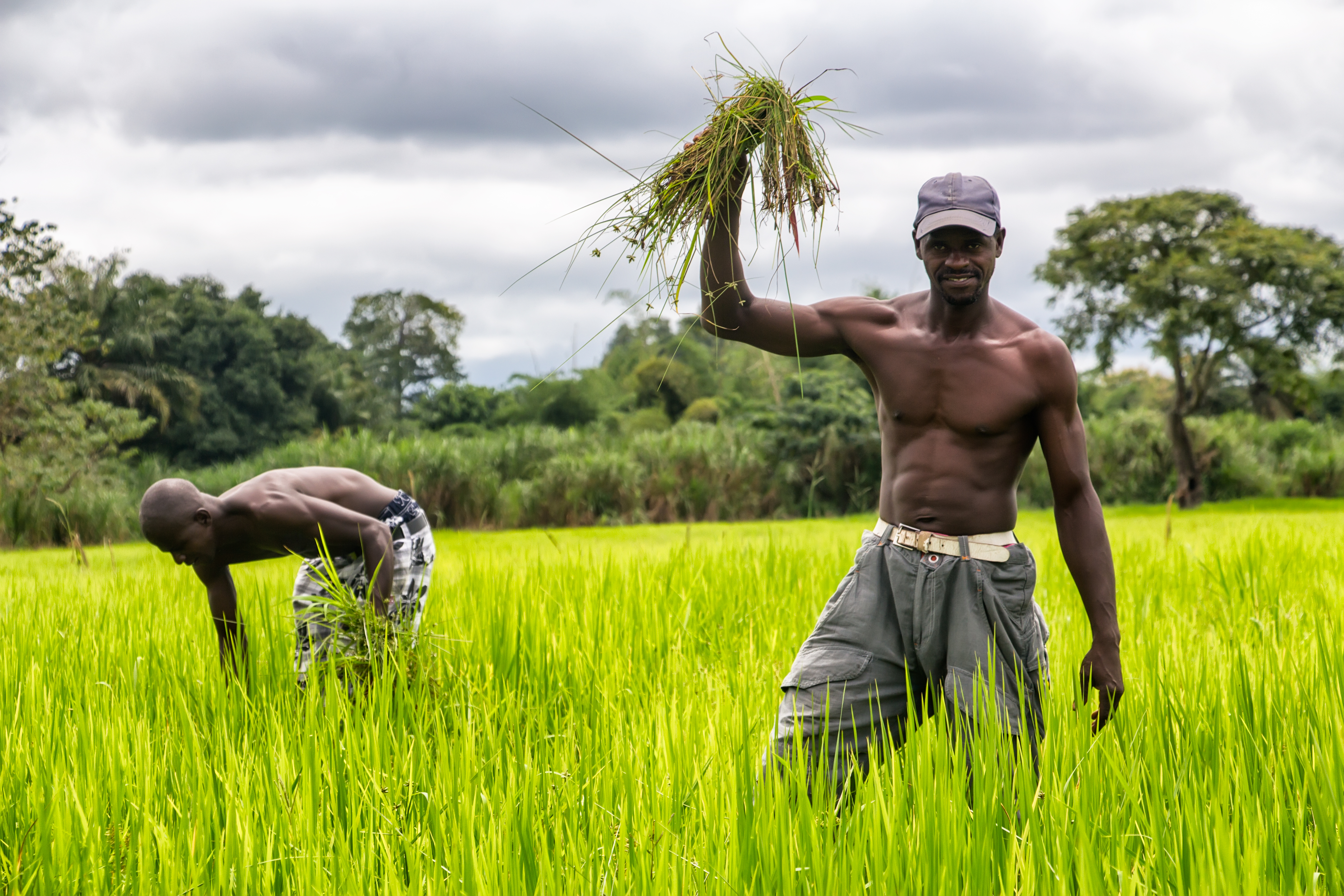
Campesinos guineanos en un campo agrícola

La mayoría de los guineanos trabajan en el sector agrícola, que da empleo a más del 75% de la población activa del país (24% del PIB).
El mijo y el fonio son los principales cultivos de la Alta Guinea, mientras que el maní se cultiva en la región de Koundara. El arroz se cultiva en zonas inundadas a lo largo de ríos y arroyos, pero la producción local es insuficiente y el país importa arroz de Asia. Los cultivos alimentarios tradicionales, como la mandioca, siguen estando muy extendidos en los alrededores de los hogares.
También se cultiva café, piñas, melocotones, nectarinas, mangos, cítricos, tapiocas, naranjas, plátanos, patatas, tomates, pepinos, pimientos y otras hortalizas. Guinea es un productor regional emergente de manzanas y peras. Hay numerosas plantaciones de uvas, granadas y ciruelas. En los últimos años se han desarrollado plantaciones de fresas basadas en el sistema hidropónico vertical.
Hay explotaciones de ganado vacuno, ovino y caprino.

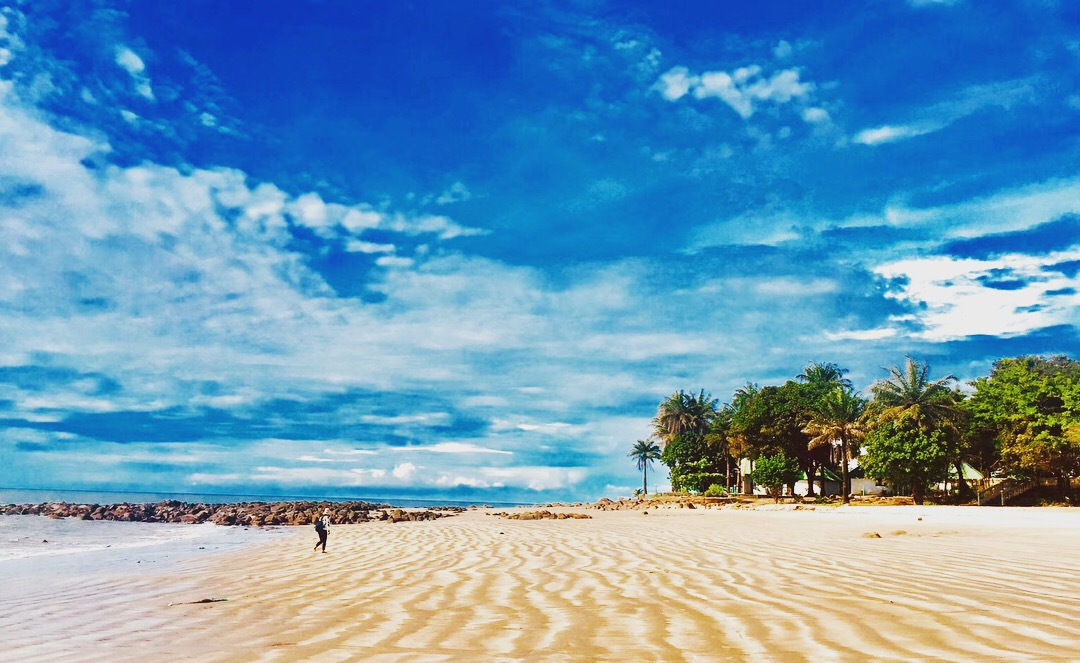
Playa de Sôrô, Guinea

### Turismo
Guinea es un país de África Occidental con escaso desarrollo turístico. Sin embargo, el país, dividido geográficamente en cuatro tipos distintos de terreno, clima, fauna y flora, y tradiciones históricas y culturales, ofrece un gran potencial turístico.
El explorador francés Aimé Olivier de Sanderval (1840-1919) captó esta rica diversidad:
"Tierra de ríos. He amado tus cintas tranquilas que brillan entre el algodón de las nubes, tus inmensas extensiones verdes tan poderosas y, sin embargo, tan poco hostiles. He recorrido tus montañas escarpadas y acogedoras y he visto tus anchos ríos llenos de caimanes. He penetrado en tu selva sofocante donde la danza sagrada encuentra su frenesí, y en otro lugar aún, he conocido a los hermosos Hombres drapeados, apacentando sus rebaños. Y sobre todo ello, he visto estallar el tornado y extenderse la cortina gris de la lluvia".

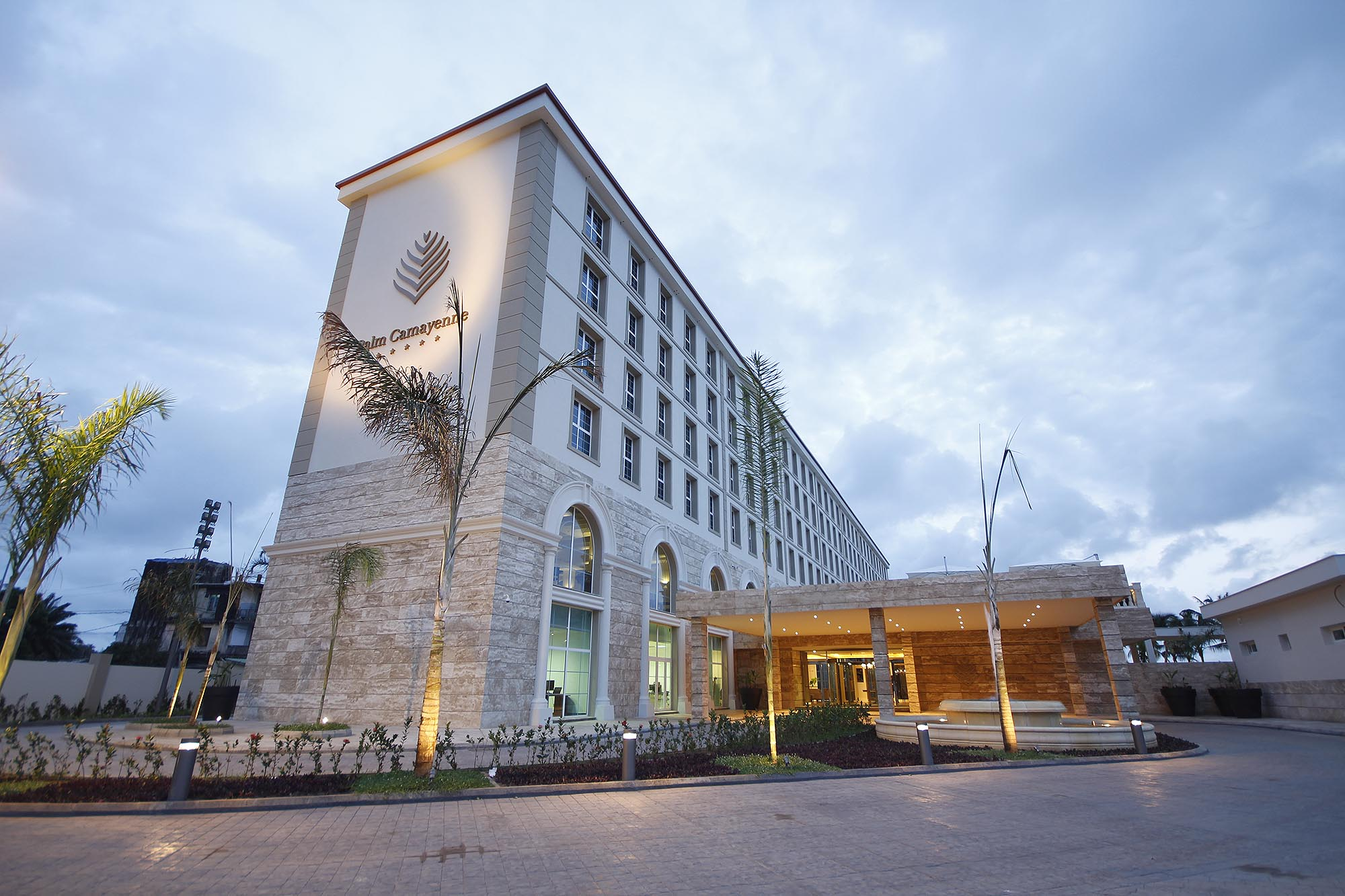
Hotel Camayenne en Guinea

La Guinea Forestal, situada en la zona subecuatorial, está formada por densos bosques de los que emerge el monte Nimba, uno de los picos más altos del país (1752 m). La zona alberga también el Puente de la Enredadera de Diani, declarado Patrimonio de la Humanidad por la UNESCO. La región es rica en fauna, como los sapos vivíparos, los chimpancés de Bossou que viven en familia y los elefantes del bosque de Ziama. Es ideal para actividades de ecoturismo como el senderismo.

La Alta Guinea está formada por altiplanos y sabanas herbáceas y cinegéticas. La atraviesan grandes ríos como el Níger, el Bafing y el Bakoye. Aquí se encuentran las ruinas de la antigua capital del Imperio maliense, Niani, y del Imperio Wassoulou. El balafón sagrado (siglo XIII) del rey de Soosso y las fiestas tradicionales de pesca son algunas de las particularidades de la región. De hecho, la región es ideal para la pesca en agua dulce y la caza. 

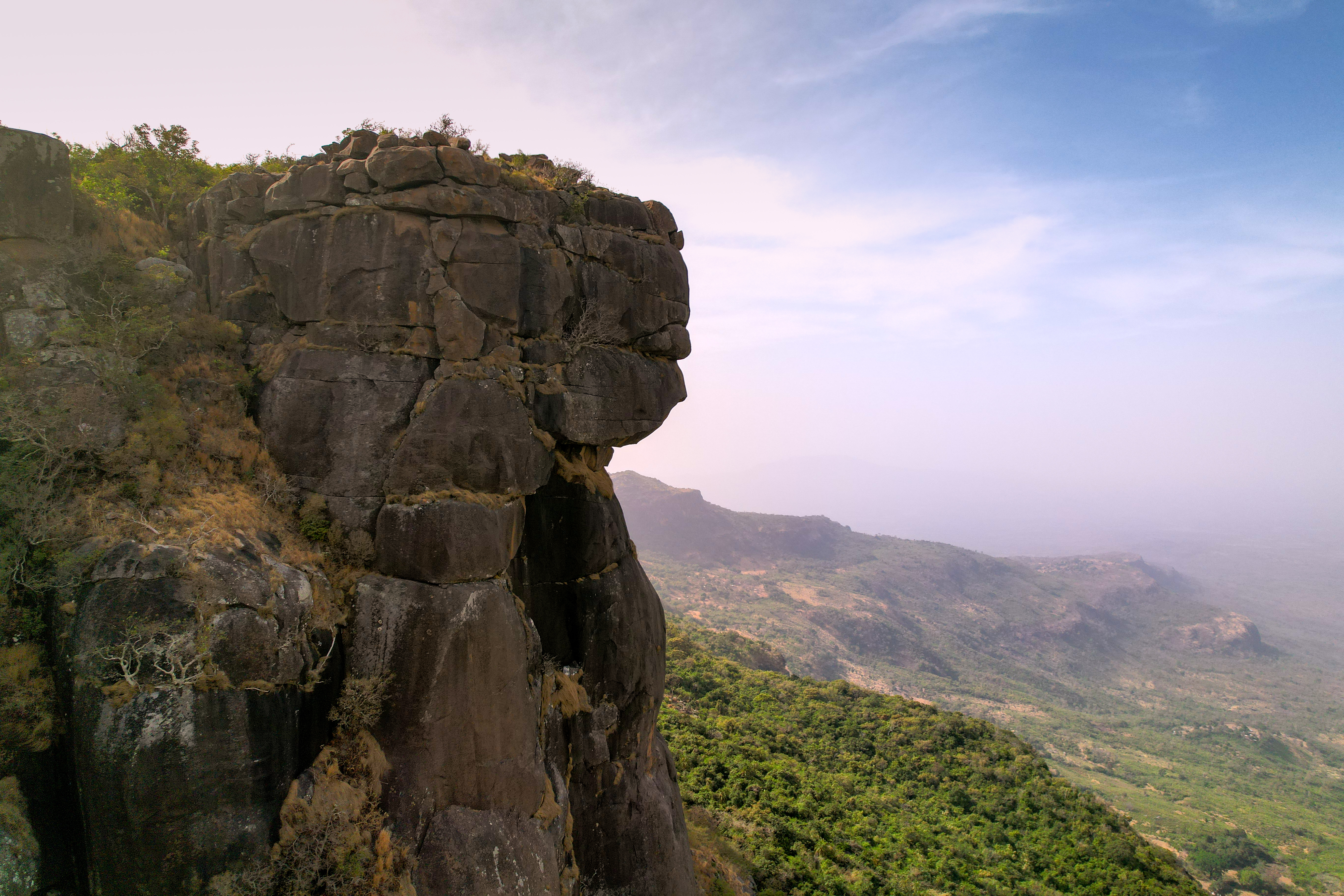
Monte Loura, Guinea

Guinea Media, o Fouta-Djalon, está formada por paisajes montañosos y cuenta con una gran variedad de parajes y un clima suave que le ha valido el sobrenombre de "la Suiza de África". Es el depósito de agua de África Occidental, cuna de varios ríos importantes, el Gambia, el Bafing y el Bakoye. Se pueden visitar las cascadas de Ditinn, Saala y Kinkon, y Kambadaga, la famosa Dama de Mali, excavada en la roca por la erosión del viento. Según la leyenda, la Dama de Mali era una mujer infiel a la que Dios castigó convirtiéndola en estatua. Fouta-Djalon posee también un rico centro artesanal, con Labé, Dalabe y Mamou como encrucijadas comerciales de la región.
La Baja Guinea, o Guinea marítima, se extiende a lo largo de 300 km de costa bordeada por el océano Atlántico. Alberga manglares con su variada fauna acuática, y las islas de Loos, de exuberante vegetación y bordeadas de playas, antaño guarida de salteadores y piratas de alta mar, son ideales para practicar deportes náuticos. 

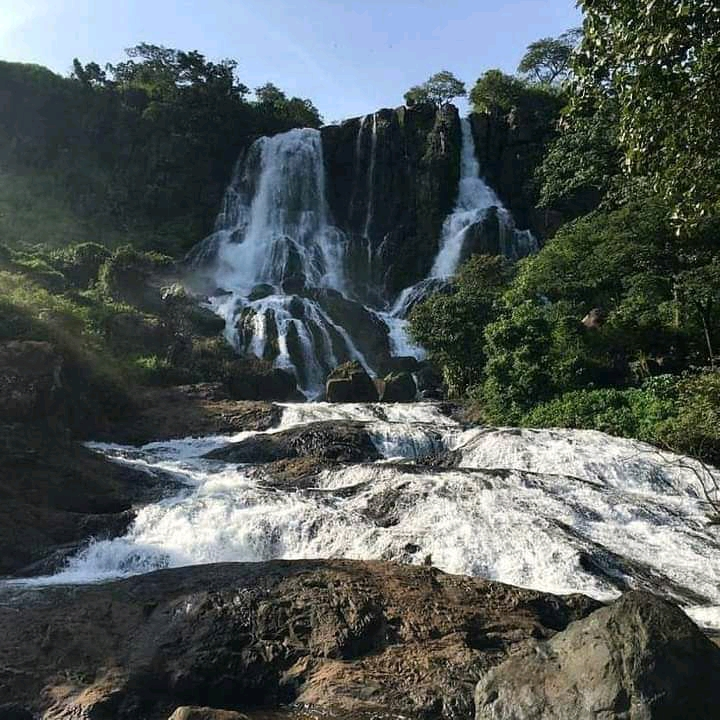
Cascada de Saala

La región cuenta con yacimientos de trata de esclavos, entre los que destaca el Forté de Boké, un antiguo almacén de esclavos de África Occidental construido durante el reinado de Napoleón III. La Baja Guinea también cuenta con cascadas como la Voile de la Mariée, situada a 13 km de Kindia, en la carretera de Mamou. Esta cascada debe su apodo a la combinación de sus dos caídas, de unos 80 m de altura, que la cubren como un velo.
Las islas de Loos gozan de un ambiente agradable en sus playas, en particular la Île de Kassa y la Île de Room.

### Energía
Guinea tiene dependencia en cuanto a la energía ya que importa la totalidad de los hidrocarburos que consume. Se está estudiando la explotación de yacimientos en alta mar.
El potencial de producción hidroeléctrica es considerable, dada la orografía y la pluviosidad, y se estima en más de 6.000 MW. Este potencial aún no se ha explotado; las primeras presas, construidas en el río Konkouré, no bastan para abastecer a todo Conakry.
La presa de Kaleta, construida y financiada por China e inaugurada en septiembre de 2015, con una capacidad de 240 MW, permitirá absorber una gran parte del déficit energético del país, estimado en 400 MW. La presa de Souapiti, de 550 MW, y la de Amaria, de 300 MW (construida para satisfacer las necesidades energéticas de un proyecto de aluminio), están actualmente en construcción, también con ayuda china.
En 2006, Guinea firmó un acuerdo de reparto de la producción con Hyperdynamics Corporation de Houston para explorar una zona en alta mar, y se asoció entonces con Dana Petroleum PLC (Aberdeen, Reino Unido). Estaba previsto que el pozo inicial, el Sabu-1, comenzara a perforarse en octubre de 2011, en un emplazamiento situado a unos 700 metros de profundidad. El objetivo del Sabu-1 era una prospección anticlinal de 4 vías con arenas del Cretácico superior, y se preveía perforarlo hasta una profundidad total de 3.600 metros.
Tras la finalización de la perforación exploratoria en 2012, el pozo Sabu-1 no se consideró comercialmente viable. En noviembre de 2012, la filial de Hyperdynamics, SCS, llegó a un acuerdo para la venta del 40% de la concesión a Tullow Oil, con lo que las acciones de propiedad en la zona marítima de Guinea ascendían al 37% de Hyperdynamics, el 40% de Tullow Oil y el 23% de Dana Petroleum. Hyperdynamics tendrá hasta septiembre de 2016, en virtud del acuerdo actual, para comenzar a perforar su próximo yacimiento seleccionado, el abanico turbidítico cenomaniano de Fatala.

### Minería
Guinea posee más de 25.000 millones de toneladas de bauxita, quizá la mitad de las reservas mundiales y por encima de países como Vietnam, Australia, Brasil o Indonesia. Su riqueza mineral incluye más de 4.000 millones de toneladas de mineral de hierro de alta calidad, así como yacimientos de diamantes, oro y uranio. Existen posibilidades de inversión y de actividades comerciales en todas estas áreas, y "las infraestructuras poco desarrolladas y la corrupción rampante de Guinea siguen presentando obstáculos a los proyectos de inversión a gran escala".

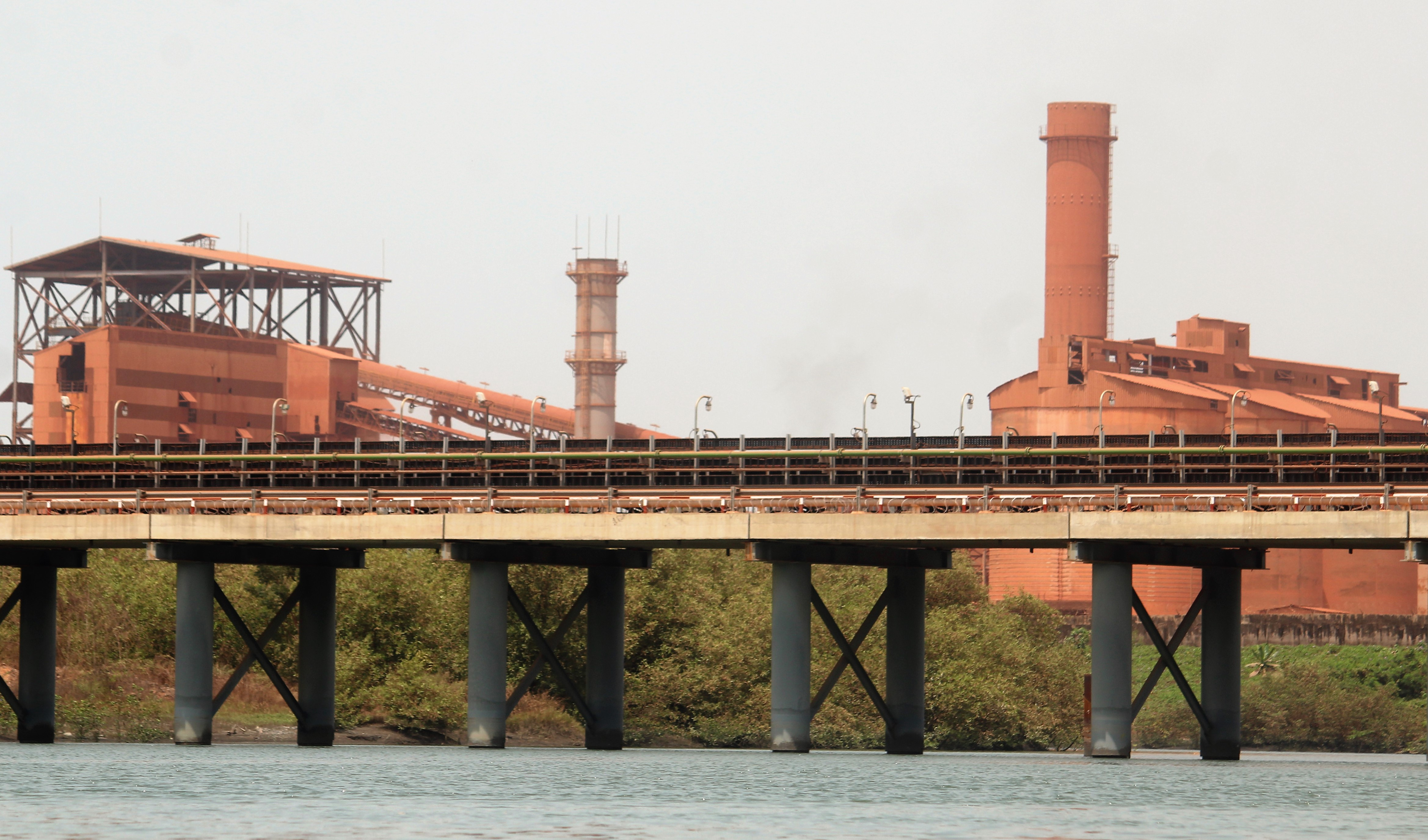
Vista de una planta de Bauxita y del puente de la Guinea Alumina Corporation

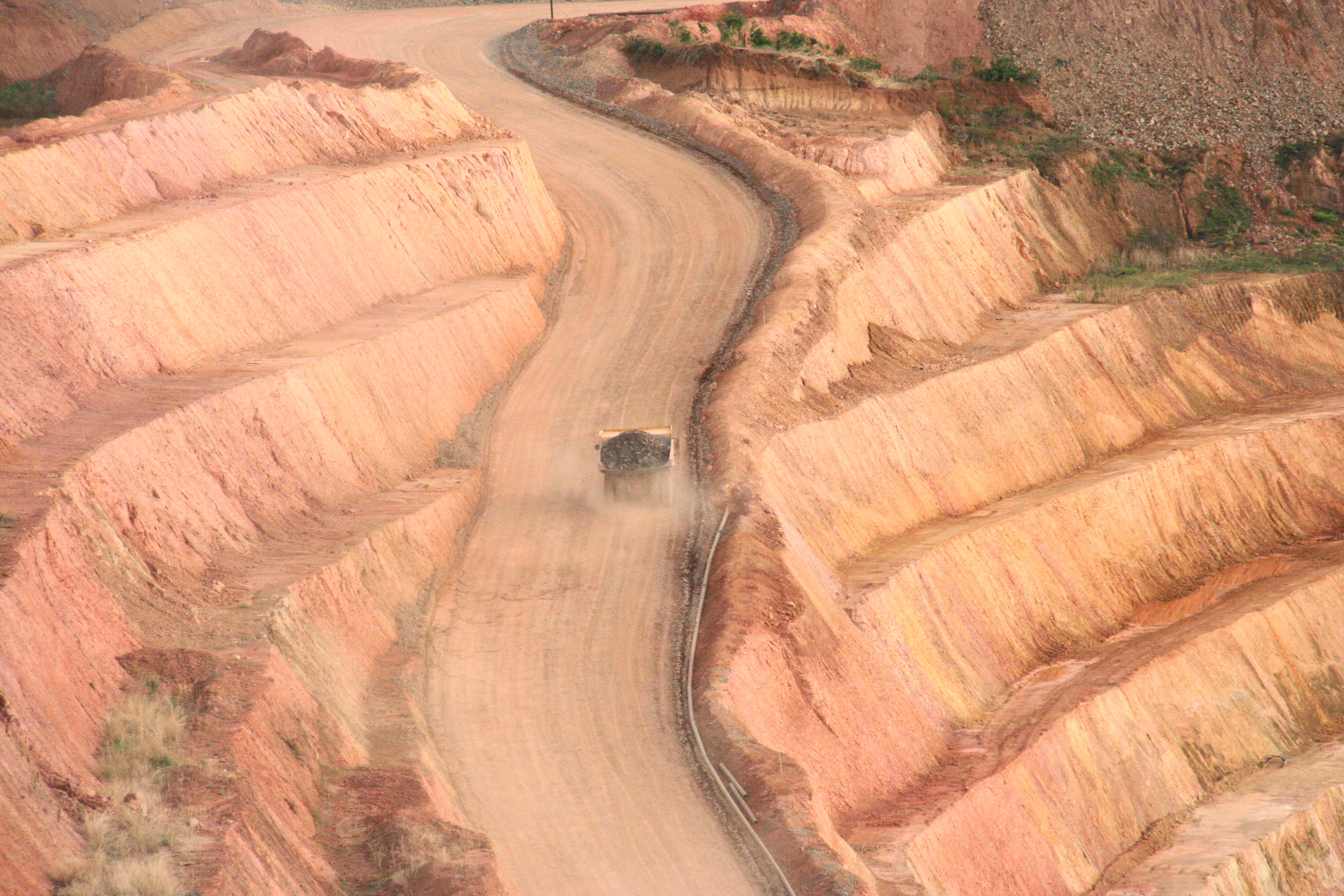
Camión transportando mineral desde el yacimiento de Karta en la prefectura de Siguiri

Las explotaciones conjuntas de bauxita y alúmina en el noroeste de Guinea proporcionan históricamente cerca del 80% de las reservas de divisas del país. La bauxita se refina en alúmina, que luego se funde en aluminio. La Compagnie des Bauxites de Guinée (CBG) exporta anualmente unos 14 millones de toneladas de bauxita de alta calidad. La CBG es una empresa conjunta, participada en un 49% por el gobierno guineano y en un 51% por un consorcio internacional conocido como Halco Mining Inc, a su vez una empresa conjunta controlada por el productor de aluminio Alcoa (AA), la minera mundial Rio Tinto Group y Dadco Investments. La CBG tiene derechos exclusivos sobre las reservas y recursos de bauxita del noroeste de Guinea hasta 2038. En 2008, manifestantes molestos por los deficientes servicios eléctricos bloquearon las vías que utiliza la CBG. Guinea incluye una cláusula en sus acuerdos con las petroleras internacionales que obliga a sus socios a generar energía para las comunidades cercanas.
La Compagnie des Bauxites de Kindia (CBK), empresa conjunta del gobierno de Guinea y RUSAL, produce unos 2,5 millones de toneladas anuales, que se exportan casi en su totalidad a Rusia y Europa del Este. Dian Dian, una empresa conjunta guineano-ucraniana de bauxita, tiene una producción prevista de 1 000 000 de toneladas (1 102 311 toneladas cortas; 984 207 toneladas largas) al año, y no se espera que empiece a funcionar hasta dentro de varios años. La Alumina Compagnie de Guinée (ACG), que se hizo cargo del antiguo Consorcio Friguia, produjo unos 2,4 millones de toneladas en 2004, como materia prima para su refinería de alúmina. La refinería exporta unas 750.000 toneladas de alúmina. Tanto Global Alumina como Alcoa-Alcan han firmado convenios con el gobierno de Guinea para construir grandes refinerías de alúmina, con una capacidad combinada de unos 4 millones de toneladas anuales.
La mina de Simandou es una reserva de mineral de hierro. En marzo de 2010, la corporación anglo-australiana Rio Tinto Group y su mayor accionista, Aluminum Corporation of China Limited (Chinalco), firmaron un acuerdo preliminar para desarrollar el proyecto de mineral de hierro de Rio Tinto. En 2017, la Serious Fraud Office (SFO), el regulador antifraude británico, inició una investigación oficial sobre las prácticas empresariales y mineras de Rio Tinto en Guinea.

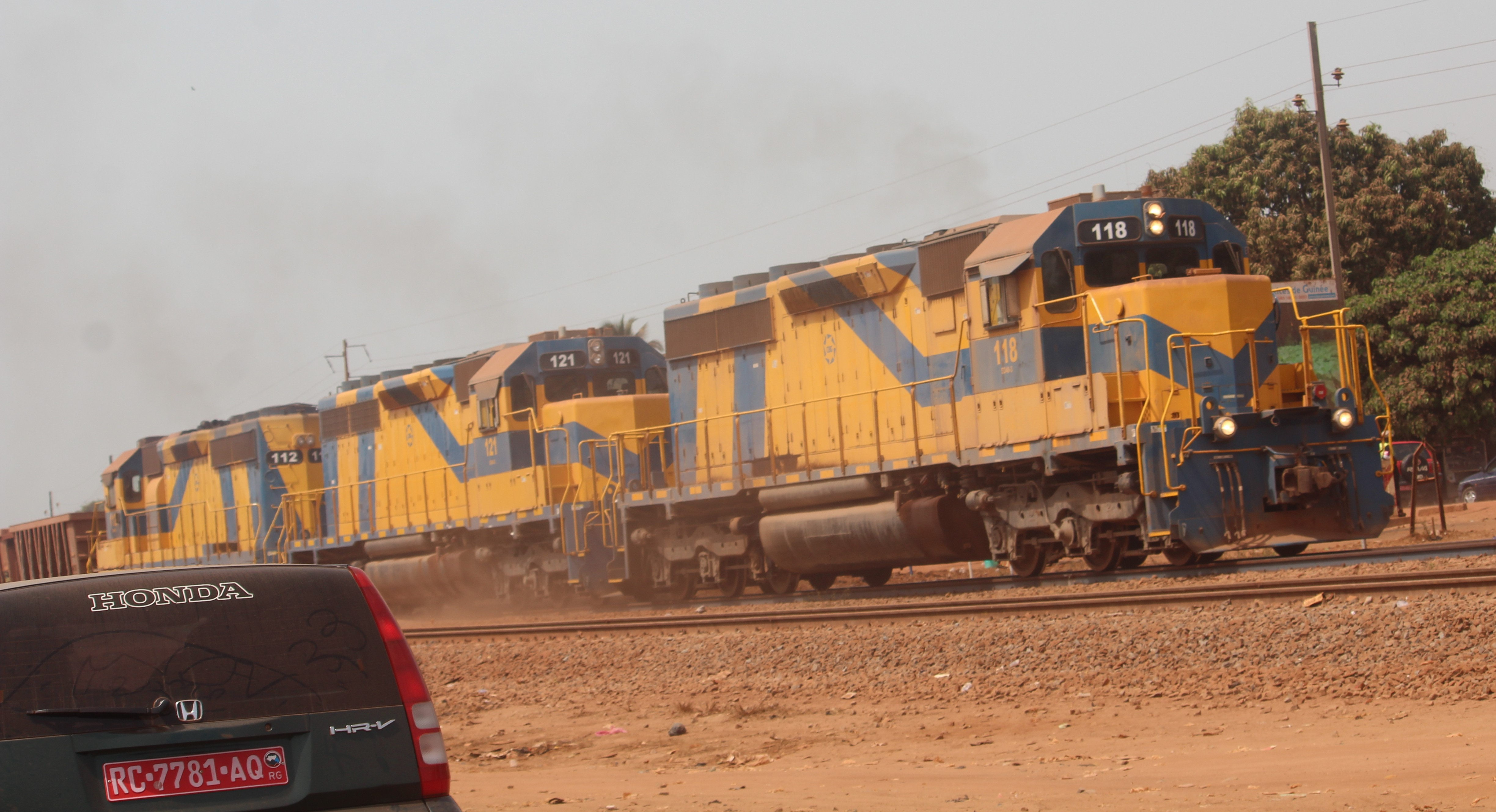
Locomotora de la Compañía de Bauxita de Guinea en Kamsar

Tigui Camara, antigua modelo, es la primera mujer de Guinea propietaria de una empresa minera gestionada parcialmente como empresa social.

## Transporte
Los vuelos interiores son intermitentes. La mayoría de los vehículos en Guinea tienen unos 20 años. Los pobladores, casi totalmente sin vehículos  propios, dependen de estos taxis (que cobran por asiento) y los pequeños autobuses para llevarlos por la ciudad y en todo el país. Hay algo de tráfico fluvial en los ríos Níger y Milo. Los caballos y burros también se encuentran tirando de carros, principalmente para el transporte de materiales de construcción.

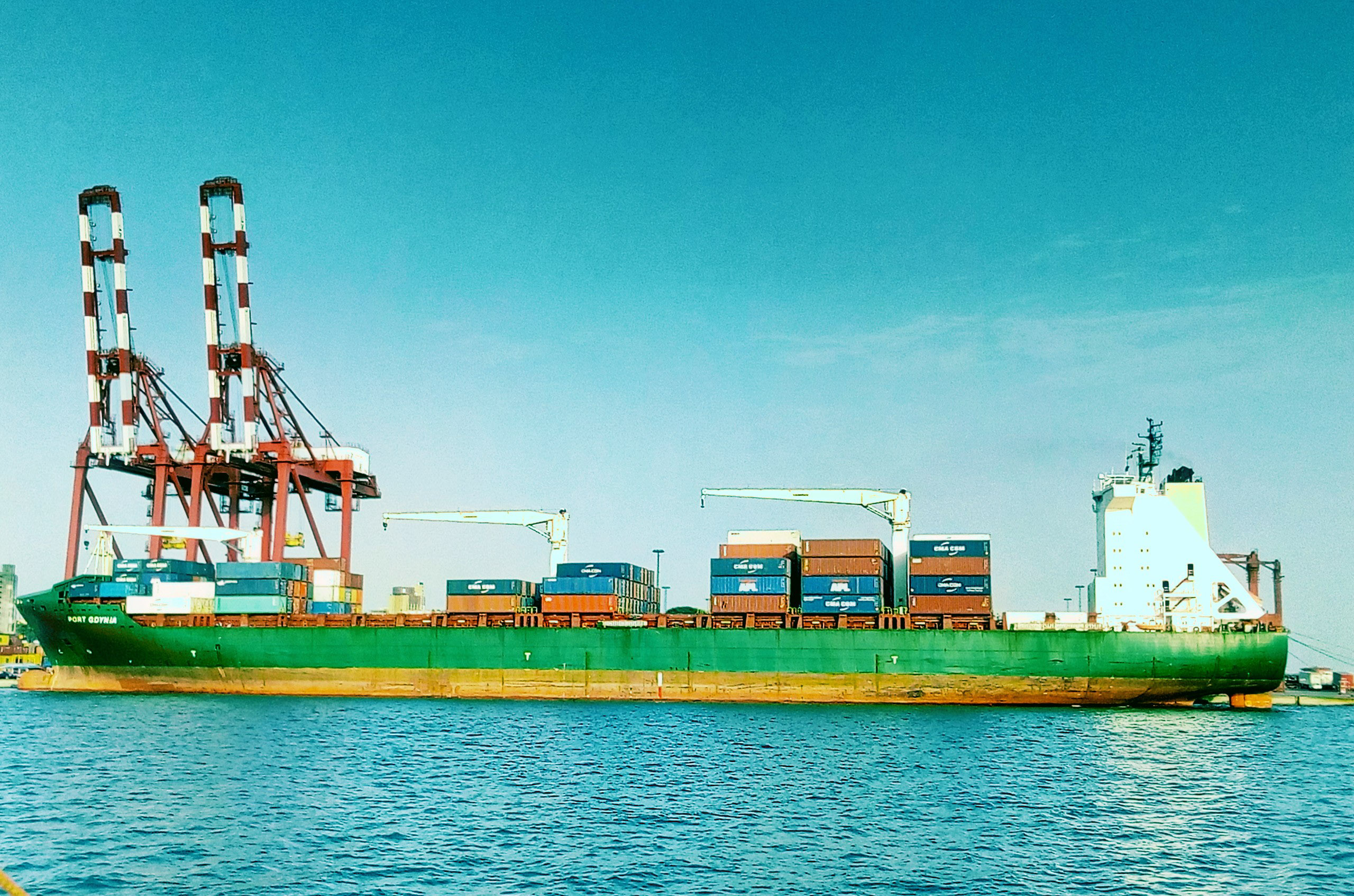
Puerto de Conakri

El aeropuerto internacional Ahmed Sékou Touré es el mayor del país, con vuelos a otras ciudades de África y Europa.
Construido entre 1904 y 1910, el ferrocarril que unía Conakri y Kankan vía Kouroussa dejó de funcionar en 1995 y en 2007 ya había sido desmantelado, con los rieles robados o vendidos como chatarra. En 2010 se anunció el inicio de las obras, pero las acusaciones de corrupción provocaron la interrupción del plan y la línea se reconstruyó como un ferrocarril minero de 105 km, paralelo al antiguo trazado hasta las minas de Kalia. [Hay un ferrocarril mineral estatal que une las minas de bauxita de Sangarédi con el puerto de Kamsar (137 km) y una línea de vía estrecha de los años 60 operada por el productor ruso de aluminio RusAl hasta las minas de Fria (143 km).

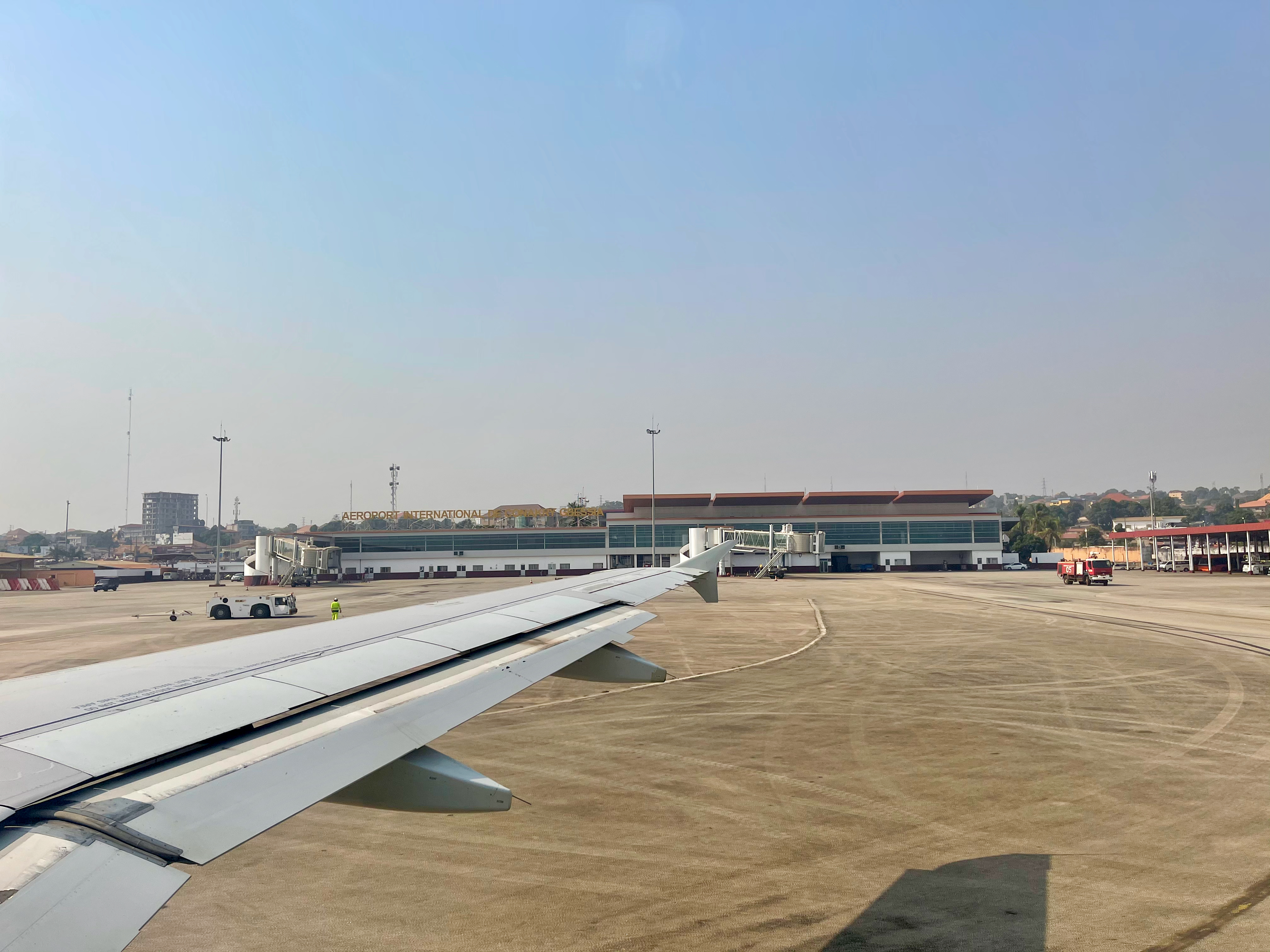
Aeropuerto internacional de Conakri

Como parte de los planes para reanudar la extracción de mineral de hierro en los bloques 1 y 2 de Simandou, el nuevo consorcio de desarrollo se comprometió en 2019 a financiar la construcción de un nuevo ferrocarril pesado de vía estándar hasta Matakong, en la costa atlántica, donde invertirían unos 20.000 millones de dólares en el desarrollo de un puerto de aguas profundas. La ruta de 650 km es más larga que una alternativa que se dirige al sur, al puerto de Buchanan, Liberia, que se consideró como alternativa en un estudio de viabilidad de octubre de 2019. Sin embargo, la ruta de Matakong estaría totalmente dentro de Guinea y vinculada a un corredor de desarrollo agrícola para los ciudadanos a lo largo de la ruta.
Algunos vehículos en Guinea tienen más de 20 años, y los taxis son cualquier vehículo de 4 puertas que el propietario haya designado como de alquiler. Los guineanos, que carecen casi totalmente de vehículos propios, dependen de estos taxis (que cobran por asiento) y de pequeños autobuses para desplazarse por la ciudad y el país. También dependen de las motocicletas, algunas de las cuales funcionan como servicio de taxi. Caballos y burros tiran de carros, sobre todo para transportar materiales de construcción.

## Demografía

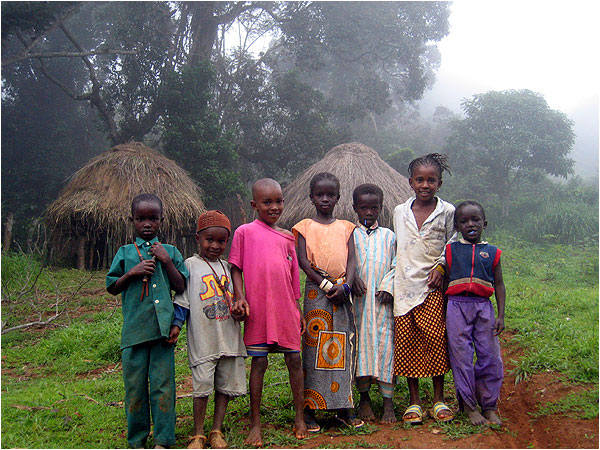
Niños guineanos.

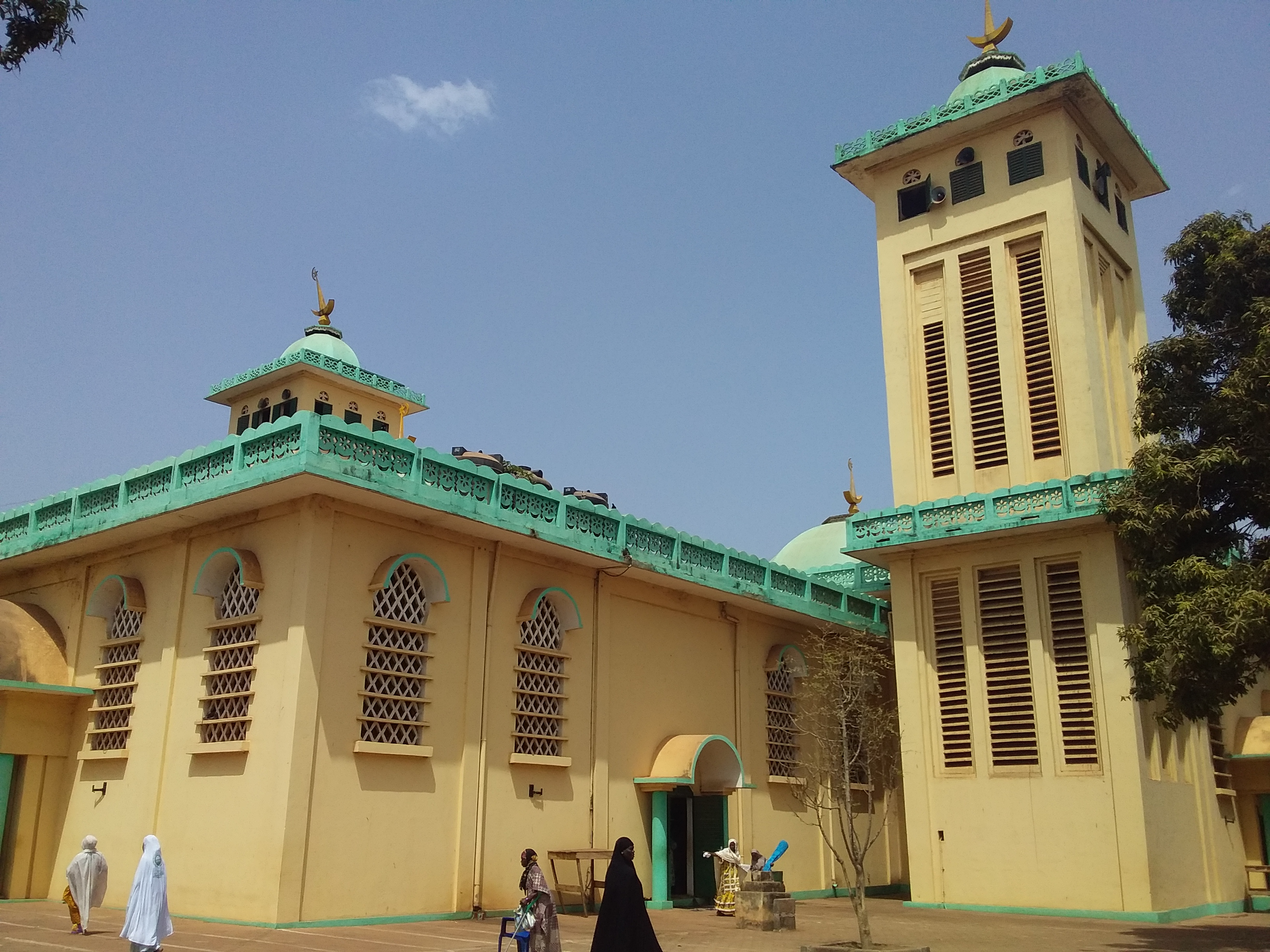
Mezquita de Kankan

La población de Guinea se estima en 10 523 261 habitantes. Conakri, la capital y ciudad más grande, constituye el eje central de la economía, comercio, educación y cultura de Guinea.
Evolución demográfica por decenios.
- 1901- 1,5 millones.
- 1917- 1,8 millones.
- 1926- 2,1 millones (censo).
- 1950- 2,7 millones.
- 1983- 4,5 millones (censo).
- 2000- 7,5 millones.
- 2010- 10,1 millones.

### Religión
La religión musulmana es la más numerosa en el país, con un 85 % de la población total. Le siguen el cristianismo, principalmente el catolicismo, con un 8 % y creencias indígenas con el 7 % restante.
Los musulmanes guineanos son generalmente sunitas de la escuela de jurisprudencia Maliki, influenciados por el sufismo con muchos ahmadías. Los musulmanes son en general suníes, aunque la población chiita está aumentando.
Francia estableció una colonia en la región en 1891. Sin embargo, su presencia allí fue débil. Después de la independencia en 1958, el presidente musulmán y marxista Sékou Touré desalentó la expansión del Islam. Después de que su popularidad disminuyera en la década de 1970, hizo una alianza con el Islam para fortalecer su poder. Después de su muerte en 1984, continuó la cooperación entre el gobierno guineano y la comunidad musulmana.
El catolicismo llegó a Guinea entre los siglos XVI y XVII gracias a los misioneros portugueses procedentes de la vecina Guinea portuguesa. Sin embargo, sólo en la segunda mitad del siglo XIX se desarrolló una verdadera misión, primero con los Padres Espiritanos y luego con los Padres Blancos. En 1897 se erigió la prefectura apostólica de Guinea Francesa, que se convirtió en vicariato apostólico en 1920. 

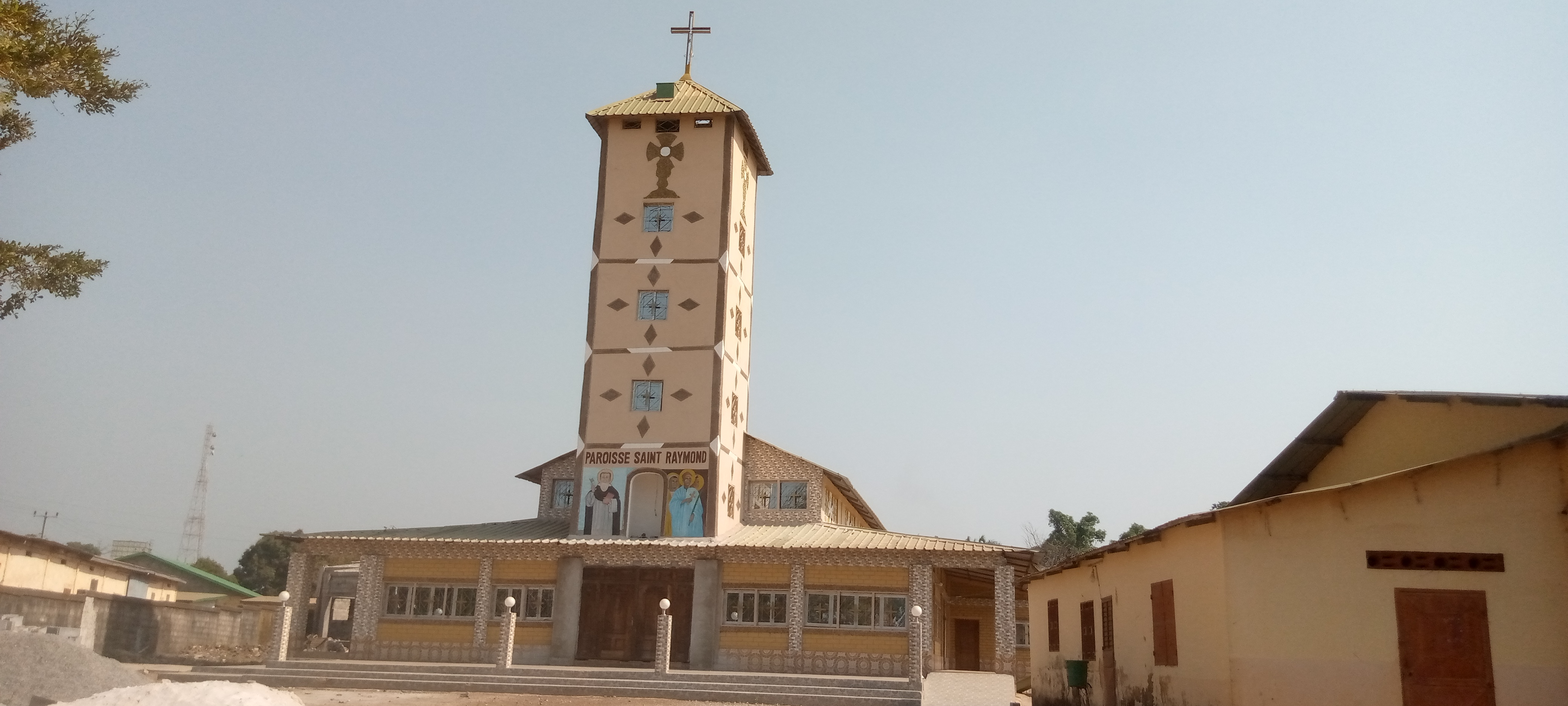
La iglesia parroquial de San Raimundo de Forécariah

En 1940 fue ordenado el primer sacerdote nativo. Con la independencia, surgió un conflicto entre el gobierno local y la Iglesia católica, que llevó a la expulsión de todos los misioneros extranjeros del país en 1967, y en 1970 al encarcelamiento de monseñor Raymond-Marie Tchidimbo, arzobispo de Conakry. En 1992, el Papa Juan Pablo II realizó una visita pastoral a Guinea, después de que se restablecieran las relaciones diplomáticas entre Guinea y la Santa Sede en 1986.

### Idiomas
La lengua oficial de la República de Guinea es el francés. Es la lengua del Estado y de las instituciones oficiales. Bajo el régimen de Sékou Touré, el Estado guineano se dedicó, sobre todo desde mediados de los años 60 hasta finales de los 70, a "africanizar" el país, es decir, a dar más protagonismo a las lenguas nacionales y marginar cada vez más el francés. Pero a finales de los años 70, ante las dificultades económicas, el régimen reconoció que el francés era una lengua diplomática importante y útil para el desarrollo económico del país. Tras el régimen de Ahmed Sékou Touré, el francés volvió a ser la única lengua de enseñanza en las escuelas. A veces se considera a Nadine Bari una de las primeras escritoras en francés del país. 

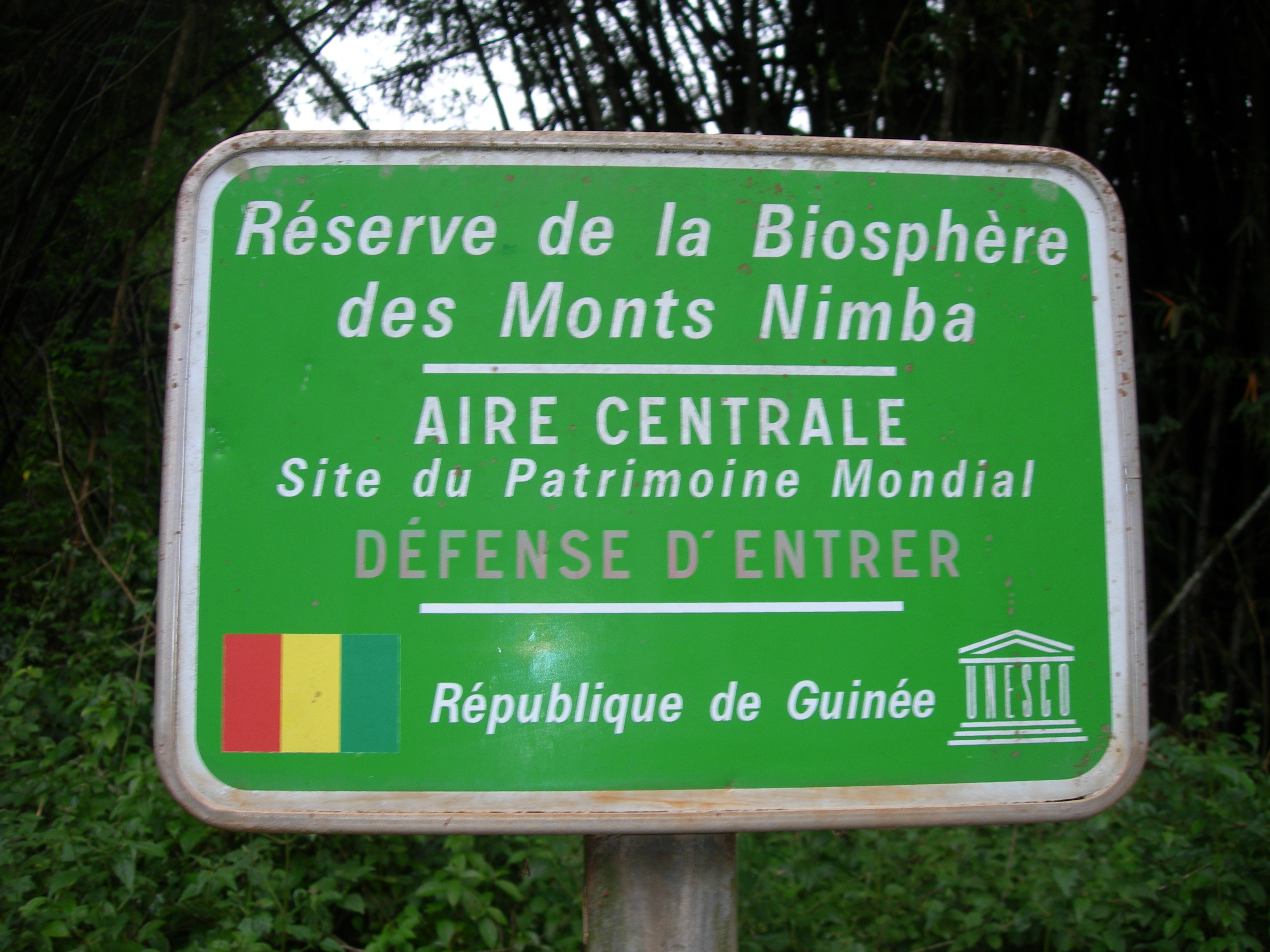
Un cartel informativo en Guinea escrito en francés

Según los últimos informes, la lengua francesa está en plena expansión en Guinea. En 2002, el número de francófonos nativos se estimaba en un 2% de la población total. Según las autoridades guineanas, una nueva estimación de 2007 sitúa esta cifra muy por encima de la de 2002: el número de francófonos ha aumentado al 21,1% y el de francófonos parciales al 42,1%. En conjunto, estas cifras representan 6 millones de personas, es decir, el 63,2% de la población total con un dominio parcial o total de la lengua. El inglés se habla en las regiones fronterizas con Liberia y Sierra Leona, y se utiliza en las universidades y para los negocios.
Las tres principales lenguas de origen africano son:
- El pular, hablado principalmente en Guinea Central, es decir, por más del 32% de la población guineana, con numerosos hablantes en otras regiones;
- El malinké, hablado principalmente en la Alta Guinea, y el kpelle o guerze, hablado en la Guinea forestal, que también se habla ampliamente en otras regiones;
- el sosso, también llamado susu o soussou, hablado principalmente en la Baja Guinea, que se habla en las cuatro regiones naturales de Guinea y es la lengua dominante en la capital, Conakry.

Pero también hay hablantes de otras lenguas minoritarias:
- Bassari en Guinea Media
- el diakhanké en Baja Guinea
- el jalonké en Guinea Media y Alta, especialmente el faranah
- kpèllé (o guerzé) en Guinea Forestal
- kissi en la Guinea forestal
- coniagui en Guinea Forestal
- kono en Guinea Forestal
- Tumba del guineano Solomana Kanté, inventor del alfabeto N'koLélé en Guinea Forestal
- Landoma

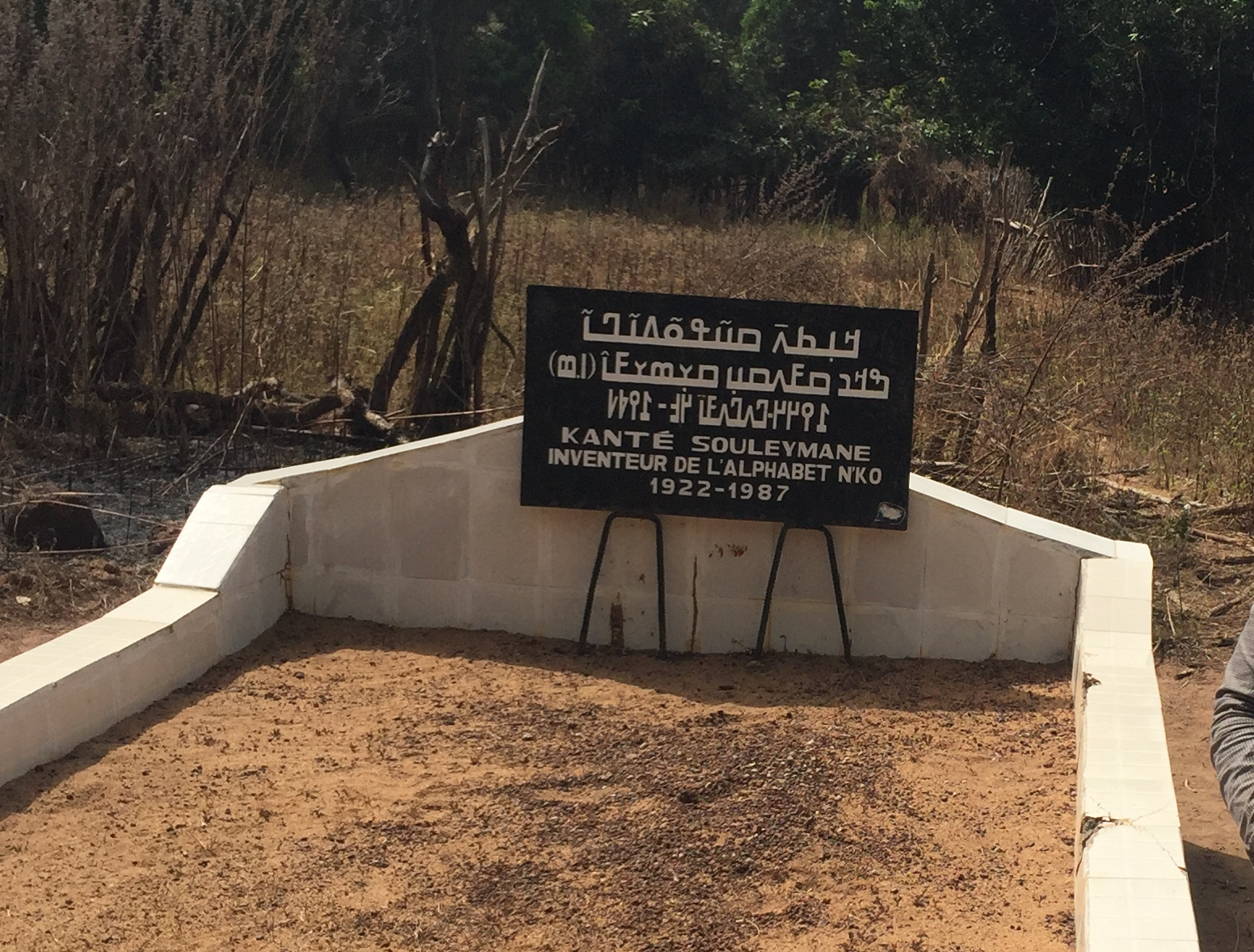
Tumba del guineano Solomana Kanté, inventor del alfabeto N'ko

- la toma (o loma) en Guinea Forestal
- Manon en Guinea Forestal
- Nalu en Guinea Marítima)
- Sarakolé (o Soninké)

Guinea es miembro de la Organización Internacional de la Francofonía.
Además, las ciudades de Guéckédou, Kindia, Mamou, Conakry, Kankan, Labé y Télimélé son miembros de la Association internationale des maires francophones.

### Educación
La tasa de alfabetización de Guinea es una de las más bajas del mundo, según estimaciones de 2003 solo el 29.5 % de los adultos saben leer y escribir,  un 42.6 % de alfabetos son hombres y un 18.1 % son mujeres. La educación primaria es obligatoria desde hace 8 años, pero la mayoría de los niños no asisten a clase; en 1999, tan solo un 40 % de los niños asistían a la educación primaria. Muchos niños, mayoritariamente del sexo femenino, no van a la escuela con el fin de ayudar a sus padres en trabajos domésticos o en la agricultura.

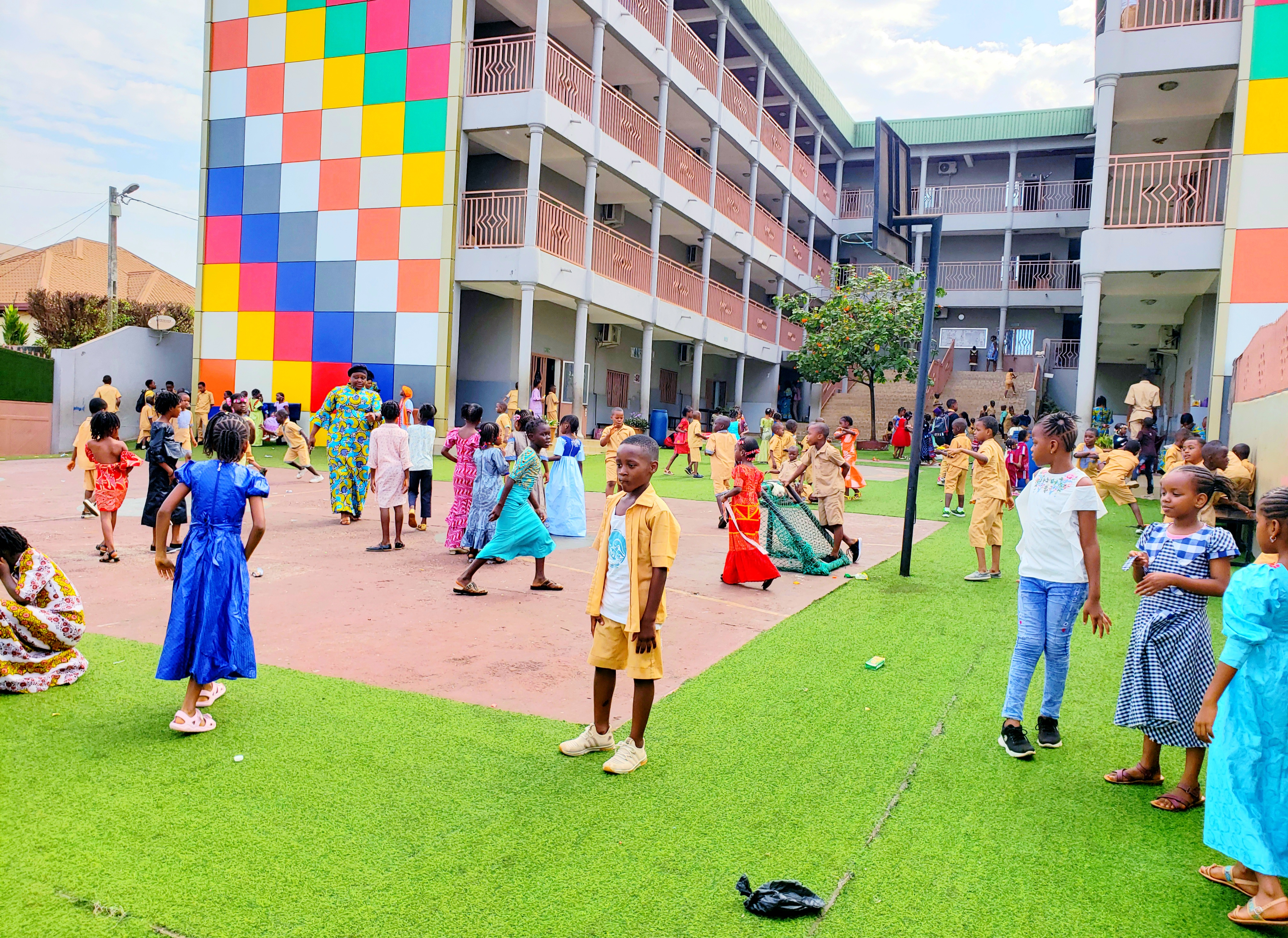
Niños en una Escuela de Kobaya, Guinea

Existen muy pocas fuentes sobre la educación oral en la actual Guinea antes del periodo colonial de 1891. Entre los siglos IX y X d. C. se estableció el reino mandingo desde el Alto Senegal hasta el Alto Níger; el aprendizaje en esta sociedad tradicional se centraba principalmente en asuntos cotidianos (subsistencia, comercio local, fiestas tradicionales, etc.) y era transmitido oralmente por los ancianos.
A partir del siglo XV se produjeron dos fenómenos históricos que influyeron en el aprendizaje y la educación en el territorio de la futura Guinea: el contacto con los mercaderes y evangelizadores portugueses (por mar) y la colonización progresiva por el Islam de una sociedad que hasta entonces había sido predominantemente mandinga (en el interior). Durante este periodo (que duró unos 300 años), el árabe, importado de la región del Golfo y de la costa mediterránea por las caravanas saharianas, se convirtió progresivamente en lengua de enseñanza y el Corán en materia central de estudio. En esta época aparecieron en la región las primeras medersas, lugares de estudio religioso.
El embrión de un sistema escolar nacional fue tomando forma a partir de finales del siglo XIX, con la creación moderna de Guinea, dentro del imperio colonial francés. En aquella época, casi el 95% de los guineanos no iban a la escuela y, por consiguiente, no hablaban francés. Sin embargo, el francés era ampliamente hablado por la élite guineana, que solía interrumpir los estudios coránicos de sus hijos para que pudieran asistir a escuelas francesas.

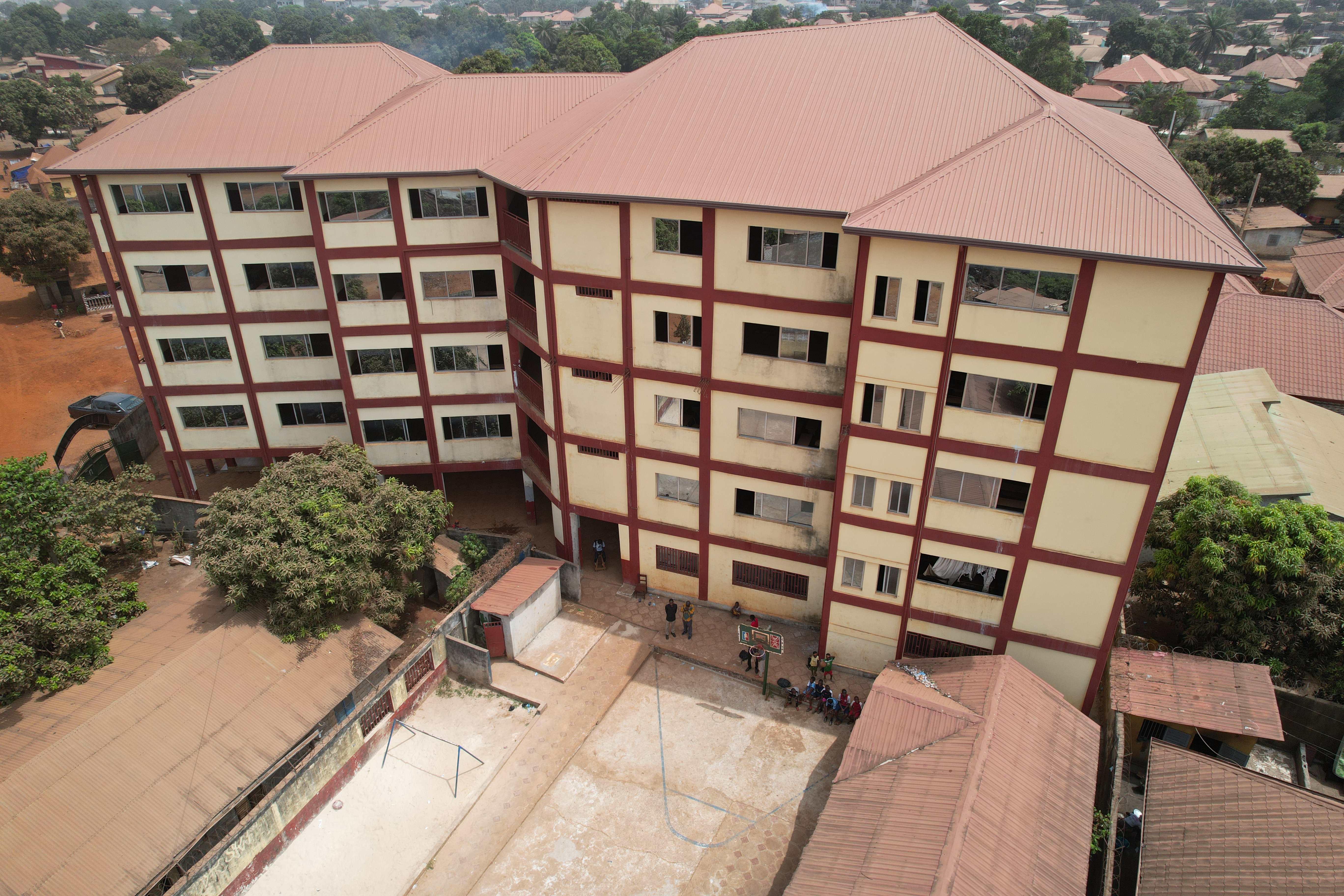
Liceo Saint David de Kagbelin

Al final de la época colonial, se había creado una red nacional de escuelas, principalmente en las ciudades (escuelas católicas privadas, escuelas públicas, escuelas coránicas, etc.). De hecho, actividades como el sindicalismo, la función pública y los oficios portuarios se habían desarrollado considerablemente. Sin embargo, sólo el 12% de los "nativos" (poblaciones rurales o forestales tradicionales) tenían acceso al sistema escolar establecido por los franceses en aquella época.
La enseñanza superior en Guinea tiene un cierto grado de cobertura territorial pública, aunque adolece de las mismas deficiencias que los niveles inferiores de la enseñanza nacional. En 2020, había 29 universidades en todo el país, algunas de ellas privadas10.Las universidades del país son
- Universidad Gamal Abdel Nasser de Conakry (la universidad más antigua y grande del país, creada en 1962)
- Universidad Kofi Annan de Guinea (1999)

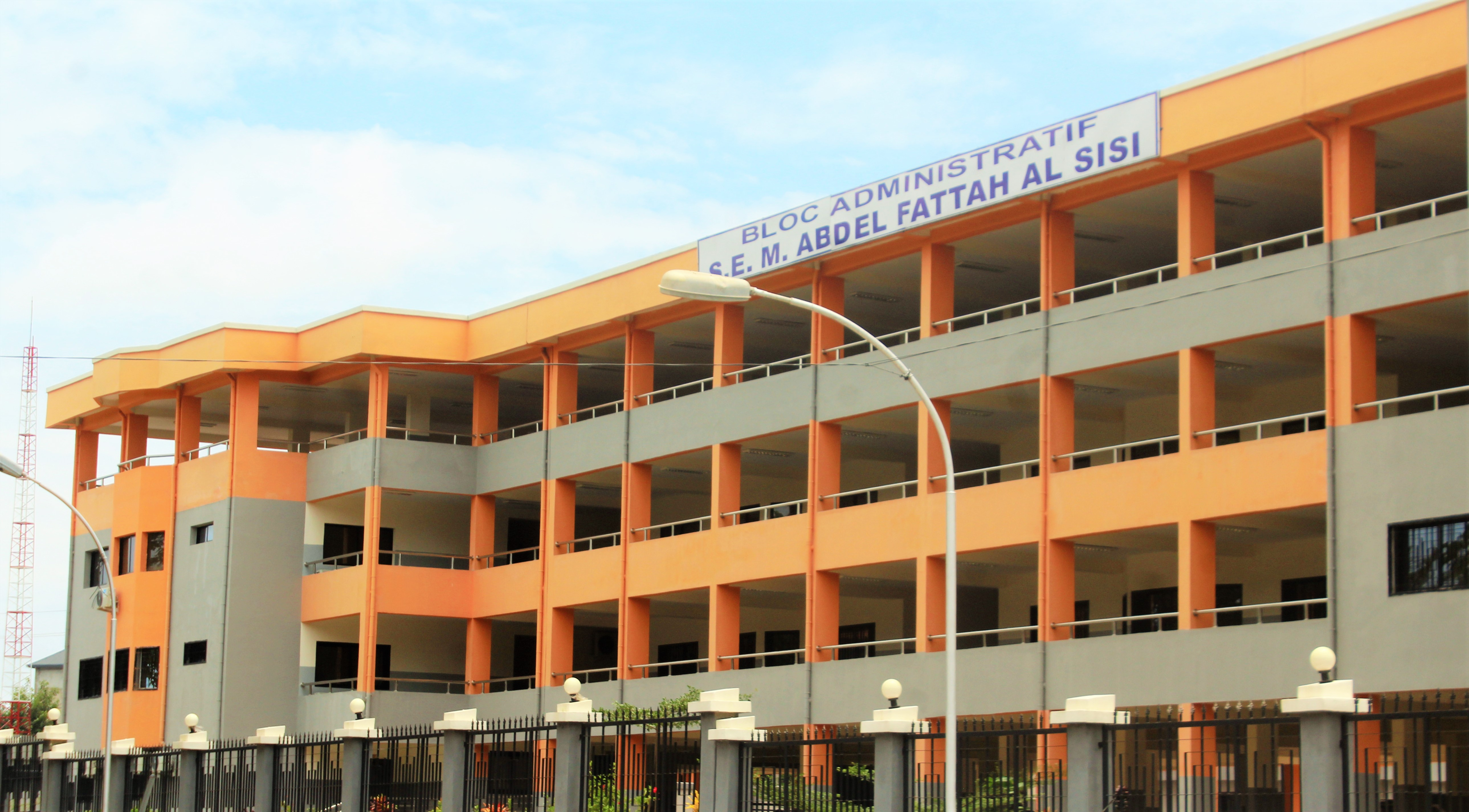
Universidad Gamal Abdel Nasser de Conakri

- Universidad Gamal Abdel Nasser de ConakriUniversidad Général Lansana Conté (creada en 2005)
- Universidad Nongo Conakry (fundada en 2006)
- Universidad Internacional Cheick Modibo Diarra (2007)
- Universidad Thierno Amadou Diallo (2008)
- Universidad de Kindia
- Universidad Julius Nyerere de Kankan

### Salud
Guinea se enfrenta a una serie de retos sanitarios constantes.
Según la Iniciativa para la Medición de los Derechos Humanos, Guinea cumple el 58,6% de lo que debería cumplir en cuanto al derecho a la salud en función de su nivel de ingresos. En cuanto al derecho a la salud de los niños, Guinea cumple el 76,5% de lo que se espera en función de sus ingresos actuales. [En cuanto al derecho a la salud de la población adulta, el país sólo alcanza el 82,3% de lo esperado en función de su nivel de renta. Guinea se sitúa en la categoría de "muy mal" en la evaluación del derecho a la salud reproductiva, ya que el país sólo cumple el 17,0% de lo que se espera que alcance en función de los recursos (renta) de que dispone.

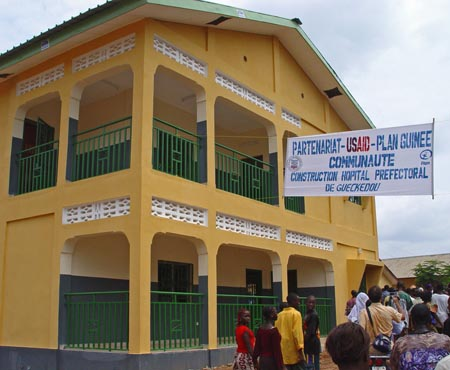
El Hospital de Guéckédou

Guinea ha estado reorganizando su sistema sanitario desde que la Iniciativa de Bamako de 1987 promovió formalmente métodos basados en la comunidad para aumentar la accesibilidad de la población a los medicamentos y los servicios sanitarios, en parte mediante la aplicación de tarifas a los usuarios. La nueva estrategia aumentó drásticamente la accesibilidad a través de la atención sanitaria basada en la comunidad, lo que se tradujo en una prestación de servicios más eficaz y equitativa. Se extendió una estrategia integral a todos los ámbitos de la atención sanitaria, con la consiguiente mejora de los indicadores de salud y la mejora de la eficiencia y el coste de la atención sanitaria.
Una investigación etnográfica llevada a cabo en zonas rurales y urbanas de la República de Guinea exploró las distinciones percibidas entre las prácticas sanitarias biomédicas y tradicionales, y descubrió que estas distinciones condicionan las decisiones de los padres a la hora de buscar atención sanitaria infantil, y que el 93% de todo el gasto sanitario tiene lugar fuera del sector estatal.

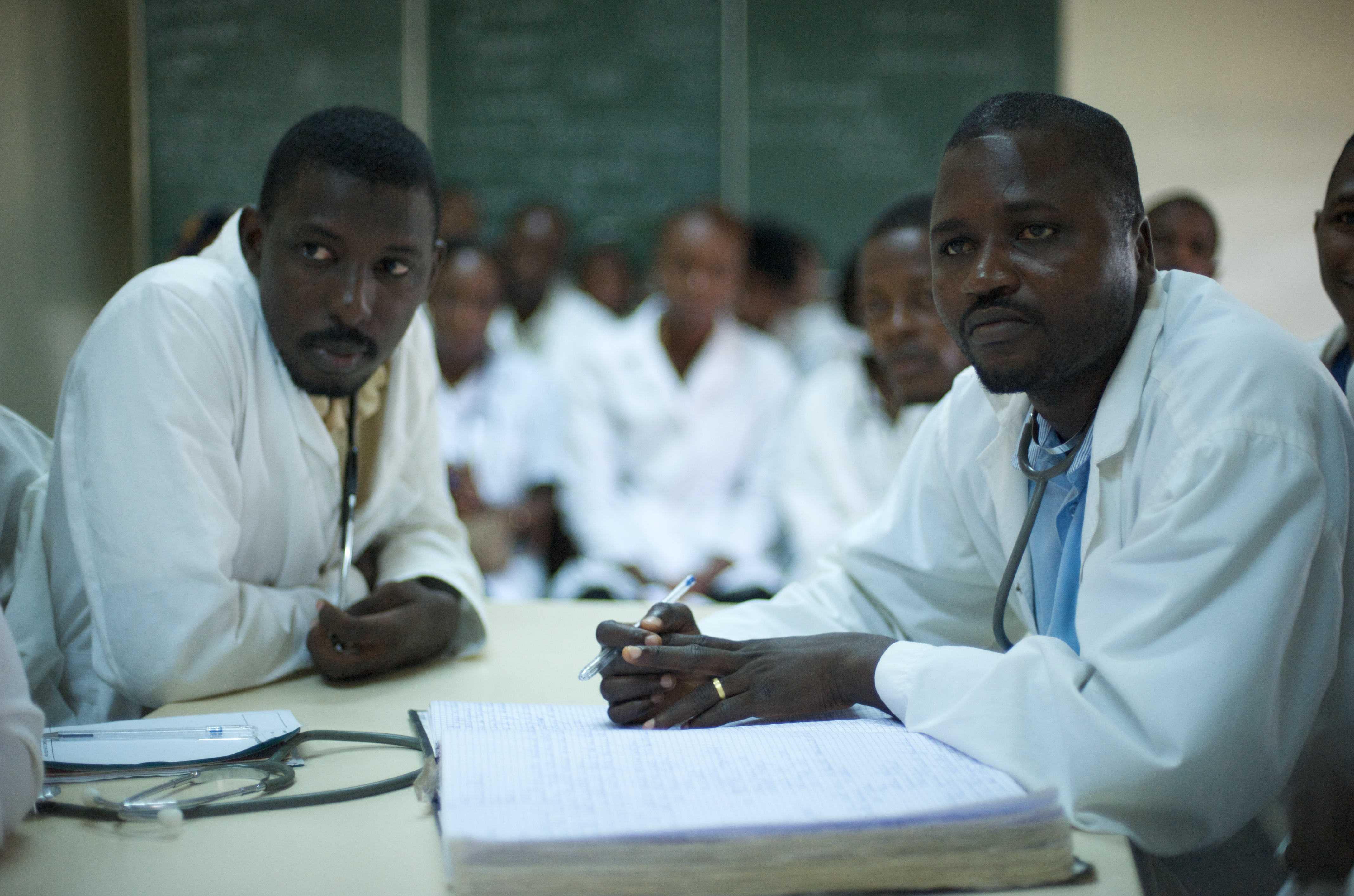
Médicos pediatras guineanos durante una reunión

En junio de 2011, el gobierno guineano anunció el establecimiento de una tasa de solidaridad aérea en todos los vuelos que despeguen de suelo nacional, cuyos fondos se destinarán a UNITAID para apoyar la ampliación del acceso al tratamiento del VIH/sida, la tuberculosis y la malaria. Guinea se encuentra entre el creciente número de países y socios para el desarrollo que utilizan impuestos sobre las transacciones basadas en el mercado y otros mecanismos de financiación innovadores para ampliar las opciones de financiación de la atención sanitaria en entornos con recursos limitados.
A falta de una respuesta suficiente por parte de la comunidad internacional durante el brote de ébola, la infraestructura sanitaria se incrementó mediante laboratorios e instalaciones hospitalarias a través de actores no gubernamentales como Médicos sin Fronteras, UC Rusal o el Grupo de Movilización del Sector Privado para el Ébola (EPSMG).
En 2014 se produjo un brote del virus del Ébola en Guinea. En respuesta, el Ministerio de Sanidad prohibió la venta y el consumo de murciélagos, de los que se pensaba que eran portadores de la enfermedad. A pesar de esta medida, el virus acabó propagándose desde las zonas rurales hasta Conakri, y en junio de 2014 se había extendido a los países vecinos: Sierra Leona y Liberia. En agosto de 2014 Guinea cerró sus fronteras con Sierra Leona y Liberia para ayudar a contener la propagación del virus, ya que se estaban registrando más casos nuevos de la enfermedad en esos países que en Guinea.

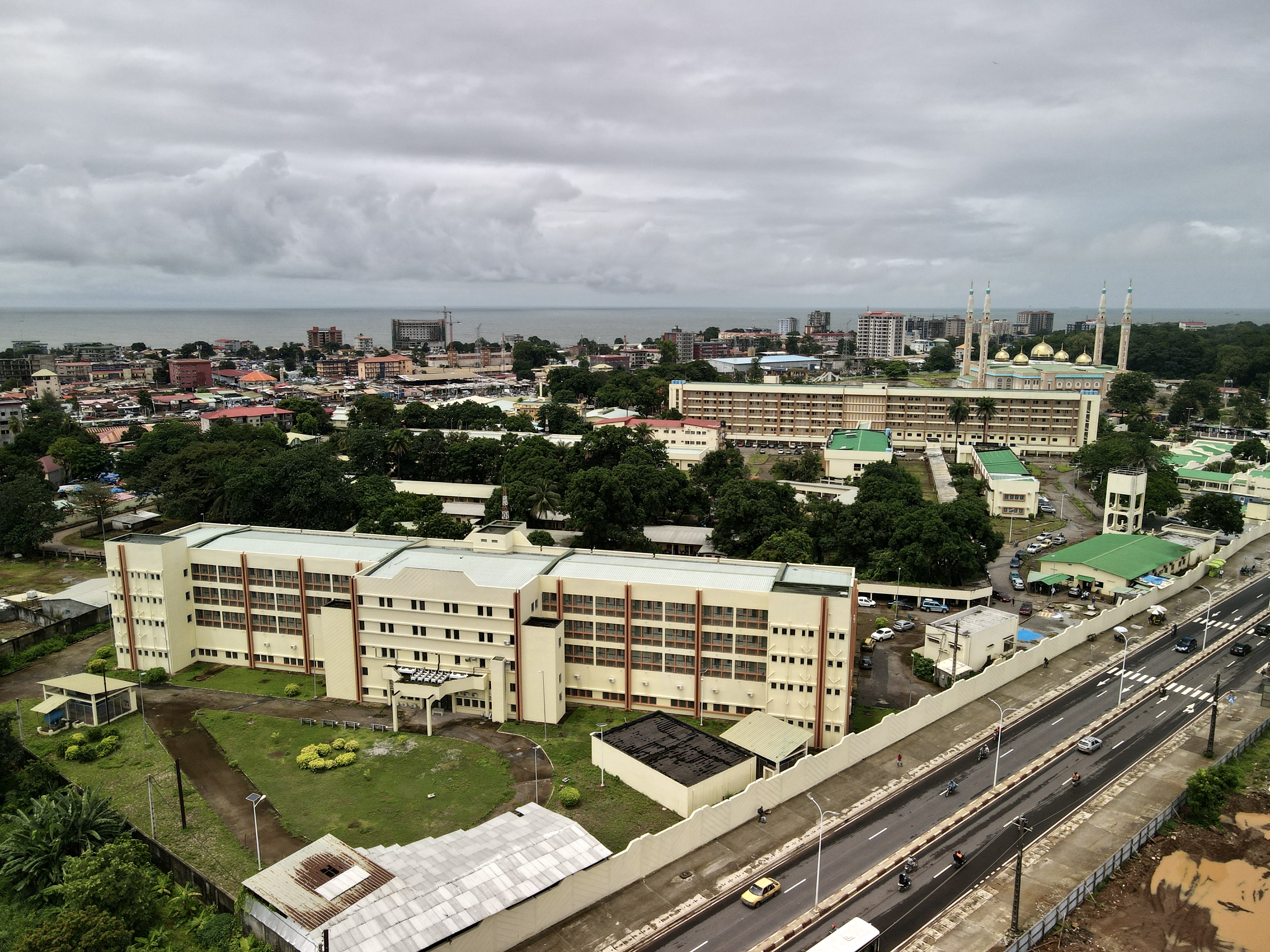
Vista aérea del Hospital de Donka

El brote comenzó en diciembre en un pueblo llamado Meliandou, al sureste de Guinea, cerca de las fronteras con Liberia y Sierra Leona. El primer caso conocido fue el de un niño de 2 años que murió el 6 de diciembre tras presentar fiebre, vómitos y heces negras. La madre del niño murió una semana después, y luego una hermana y una abuela, todas con síntomas que incluían fiebre, vómitos y diarrea. Después, a través de las visitas de los cuidadores o la asistencia a funerales, el brote se propagó a otros pueblos.
Los "entierros inseguros" fueron una fuente de transmisión de la enfermedad. La Organización Mundial de la Salud (OMS) informó de que la imposibilidad de colaborar con las comunidades locales dificultó la capacidad de los trabajadores sanitarios para rastrear los orígenes y las cepas del virus.

Aunque la OMS dio por finalizada la Emergencia de Salud Pública de Importancia Internacional (PHEIC) el 29 de marzo de 2016, el Informe de Situación del Ébola publicado el 30 de marzo confirmó 5 casos más en las 2 semanas anteriores, y la secuenciación viral relacionó 1 de los casos con el brote de noviembre de 2014. 

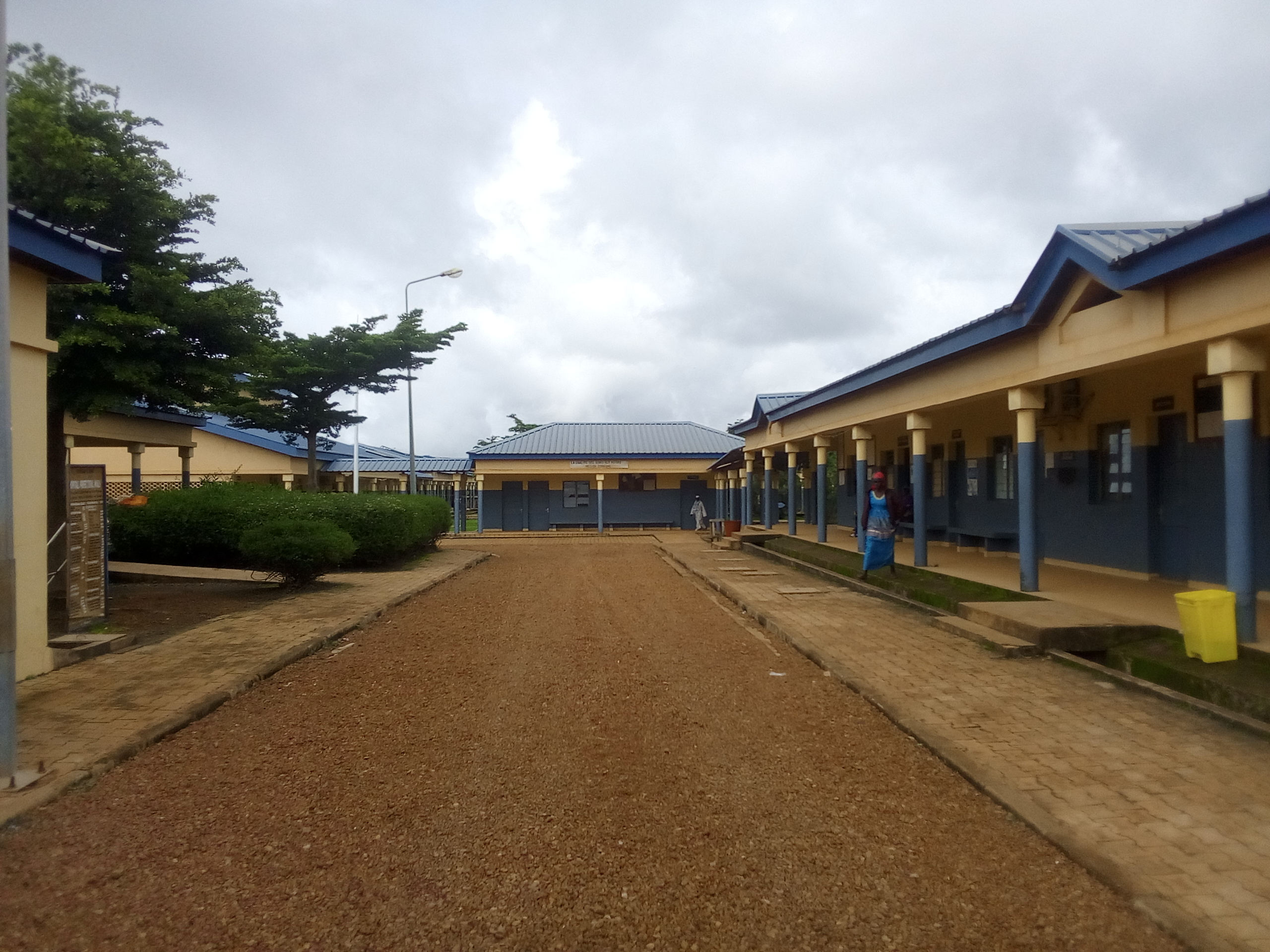
Hospital de la prefectura de Malí al norte de Guinea

La epidemia de ébola afectó al tratamiento de otras enfermedades en Guinea. Las visitas sanitarias de la población disminuyeron debido al miedo a la infección y a la desconfianza en el sistema sanitario, y la capacidad del sistema para proporcionar atención sanitaria rutinaria y tratamientos contra el VIH/sida disminuyó debido al brote de ébola.
Se calcula que 170.000 adultos y niños estaban infectados con VIH a finales de 2004. Las encuestas de vigilancia realizadas en 2001 y 2002 muestran tasas de VIH más altas en las zonas urbanas que en las rurales. La prevalencia más alta se registró en Conakri (5%) y en las ciudades de la región de Guinea Forestal (7%), fronteriza con Costa de Marfil, Liberia y Sierra Leona.
El VIH se propagó principalmente a través de las relaciones heterosexuales con múltiples parejas. Hombres y mujeres corren casi el mismo riesgo de contraer el VIH, y los jóvenes de 15 a 24 años son los más vulnerables. Las cifras de vigilancia de 2001-2002 muestran tasas elevadas entre los llamados ''profesionales del sexo'' (42%), el personal militar en activo (6,6%), los camioneros y taxistas de monte (7,3%), los mineros (4,7%) y los adultos con tuberculosis (8,6%).

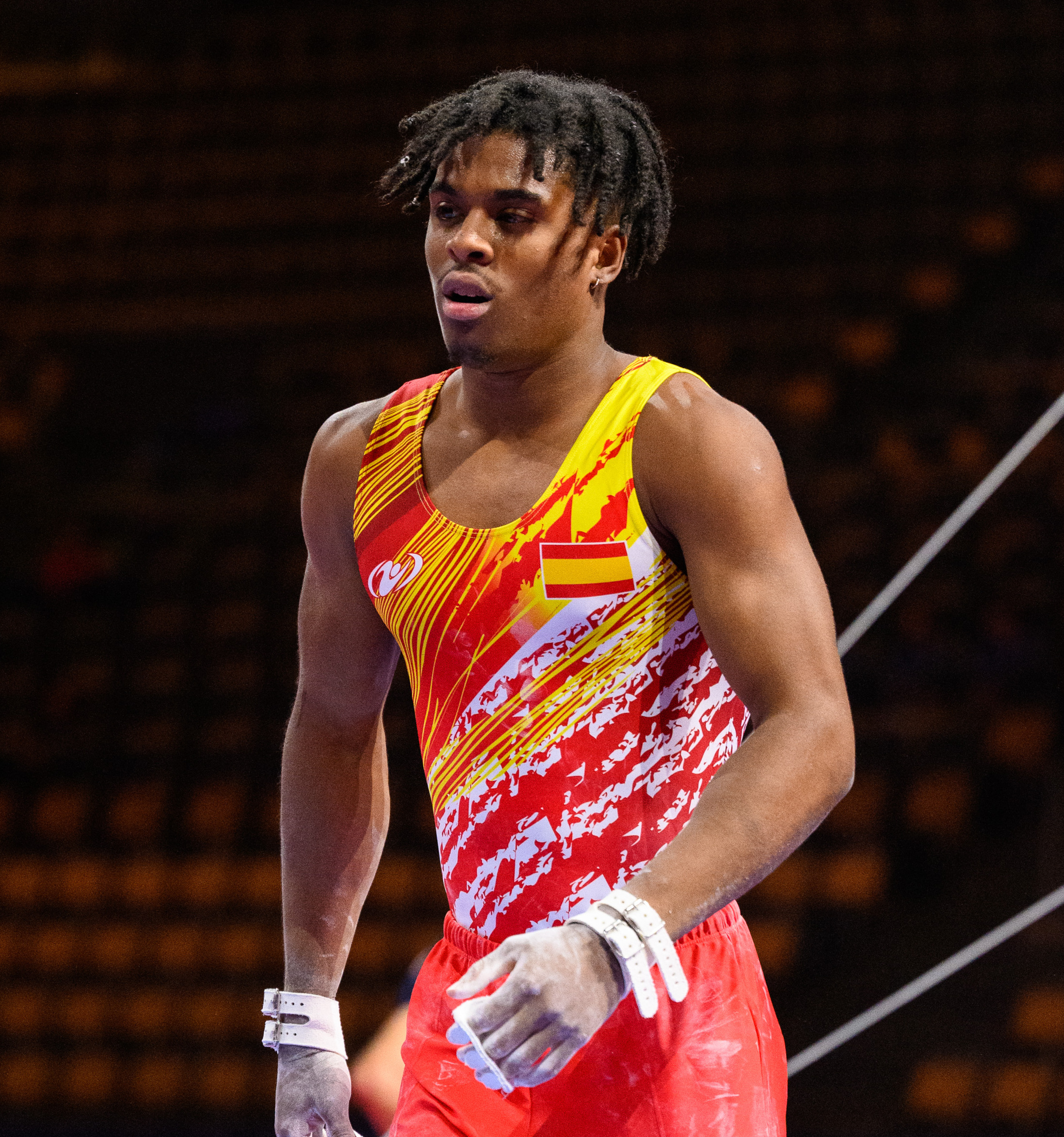
Thierno Diallo gimnasta que compite por España es de origen guineano

Varios factores alimentaron la epidemia de VIH/SIDA en Guinea. Entre ellos figuran las relaciones sexuales sin protección, las parejas sexuales múltiples, el analfabetismo, la pobreza endémica, la inestabilidad de las fronteras, la migración de refugiados, la falta de responsabilidad cívica y la escasez de atención médica y servicios públicos.

### Etnias
La población de Guinea comprende unos 24 grupos étnicos. Los tres más grandes y dominantes son los fulani, que comprende el 32 % de la población, que se encuentran principalmente en la región montañosa de Futa Yallon. El maninka (también conocido como malinké), que comprende el 30 % de la población, se encuentra principalmente en el este y habita mayoritariamente la sabana de la parte superior de Guinea y la región de bosques. El sosso, que comprende el 20 %, se radica en su mayoría en los alrededores de Conakri, Forécariah, y Kindia. Grupos étnicos más pequeños forman el 18 % de la población.

## Cultura

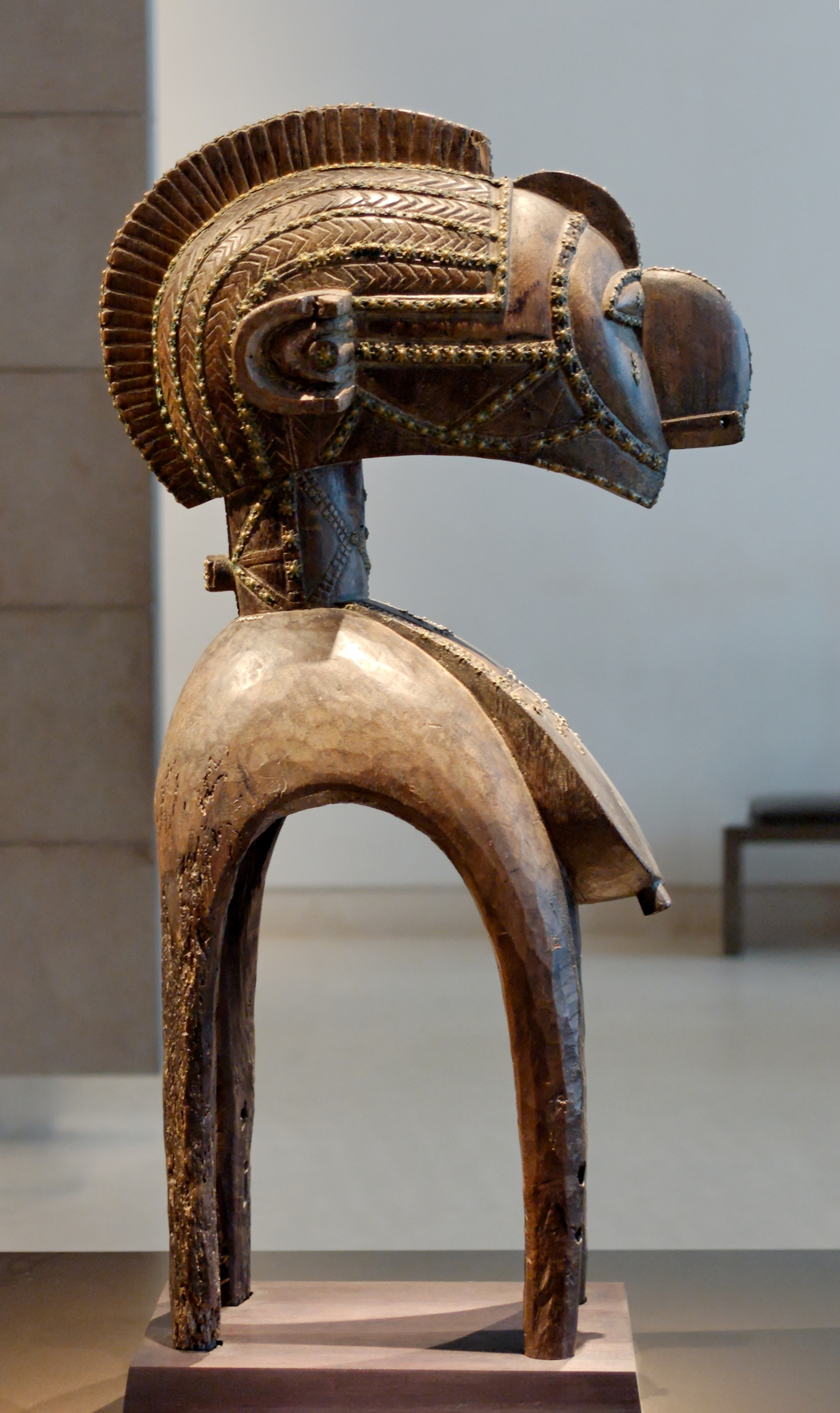
Arte nimba.

### Música
Al igual que otros países de África occidental, Guinea-Conakri tiene una rica tradición musical. El grupo Bembeya Jazz se hizo popular en la década de 1960 después de la independencia de Guinea. El guitarrista Alpha Yaya Diallo, que actualmente vive en Vancouver, Canadá, es originario de Guinea e incorpora los ritmos tradicionales y melodías en sus composiciones originales.

### Gastronomía
La gastronomía de Guinea varía según la región, aunque el arroz es siempre el alimento más importante. La yuca también está muy extendida. Como parte de África Occidental, entre los platos característicos de Guinea se encuentran el arroz jollof, el maafe y el pan tapalapa. En zonas rurales, se come con un plato de servir grande con las manos, y fuera del hogar.

## Deportes

El Estadio General Lansana Conté de Nongo

El fútbol es el deporte más popular en Guinea. Está coordinado por la Federación Guineana de Fútbol. La asociación administra la selección nacional de fútbol, así como la liga doméstica. Se creó en 1960, en 1962 se afilió a la FIFA, y en 1963 a la CAF. 

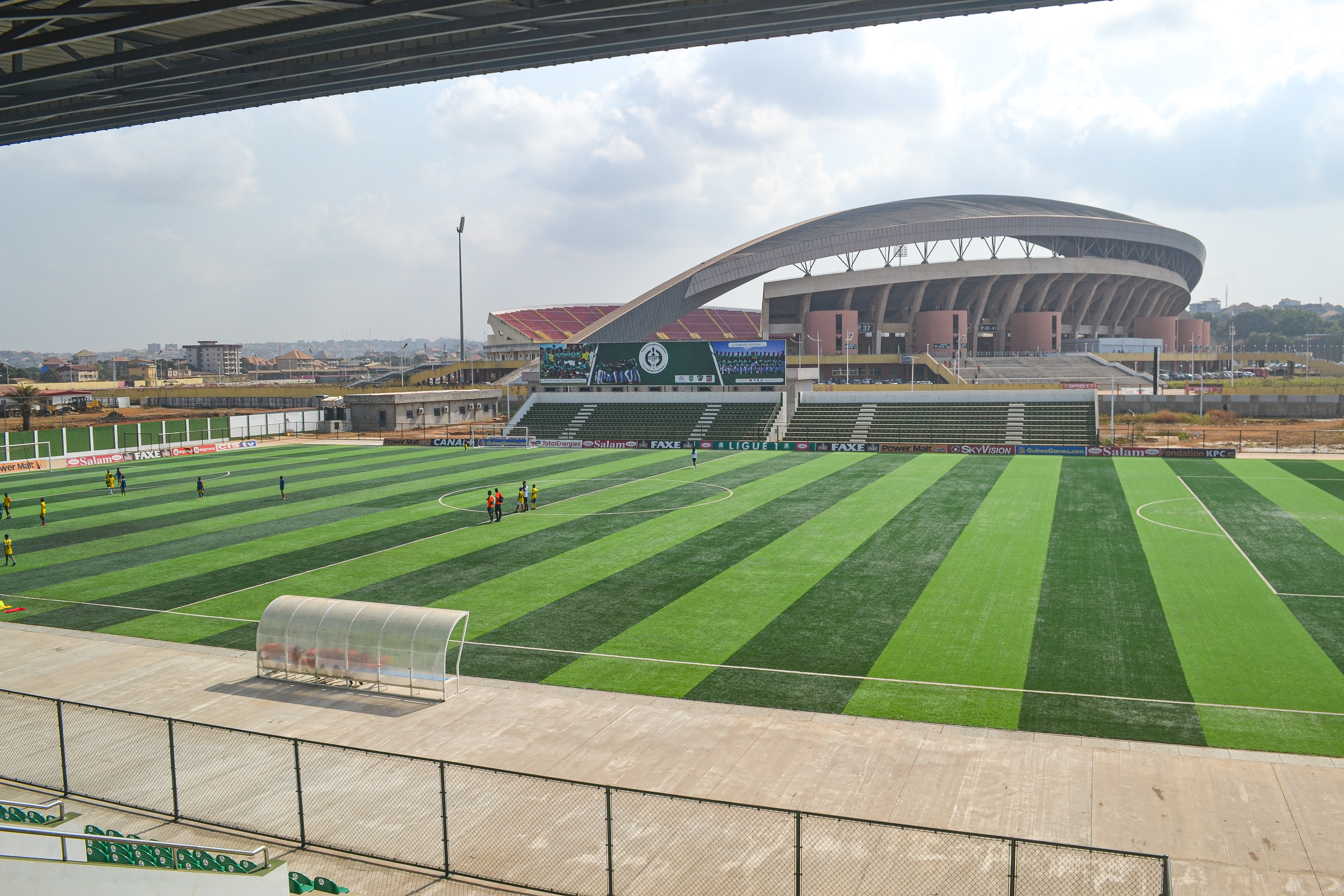
Estadio Petit Sory desde las tribunas

La selección nacional, apodada Syli nationale (elefantes nacionales), ha jugado partidos internacionales desde 1962. Aún no han participado en la copa mundial de fútbol, pero en 1976 fueron finalistas en la Copa Africana de Naciones para luego perder la final ante Marruecos.
Dentro del país, está el Campeonato Nacional de Guinea, que se disputa desde 1965, pero hasta 2015 no fue profesional, y el equipo más laureado es el Horoya AC, con 18 títulos, seguido del Hafia FC con 16, y el Kaloum Star con 12.